# Iron Man (2008)

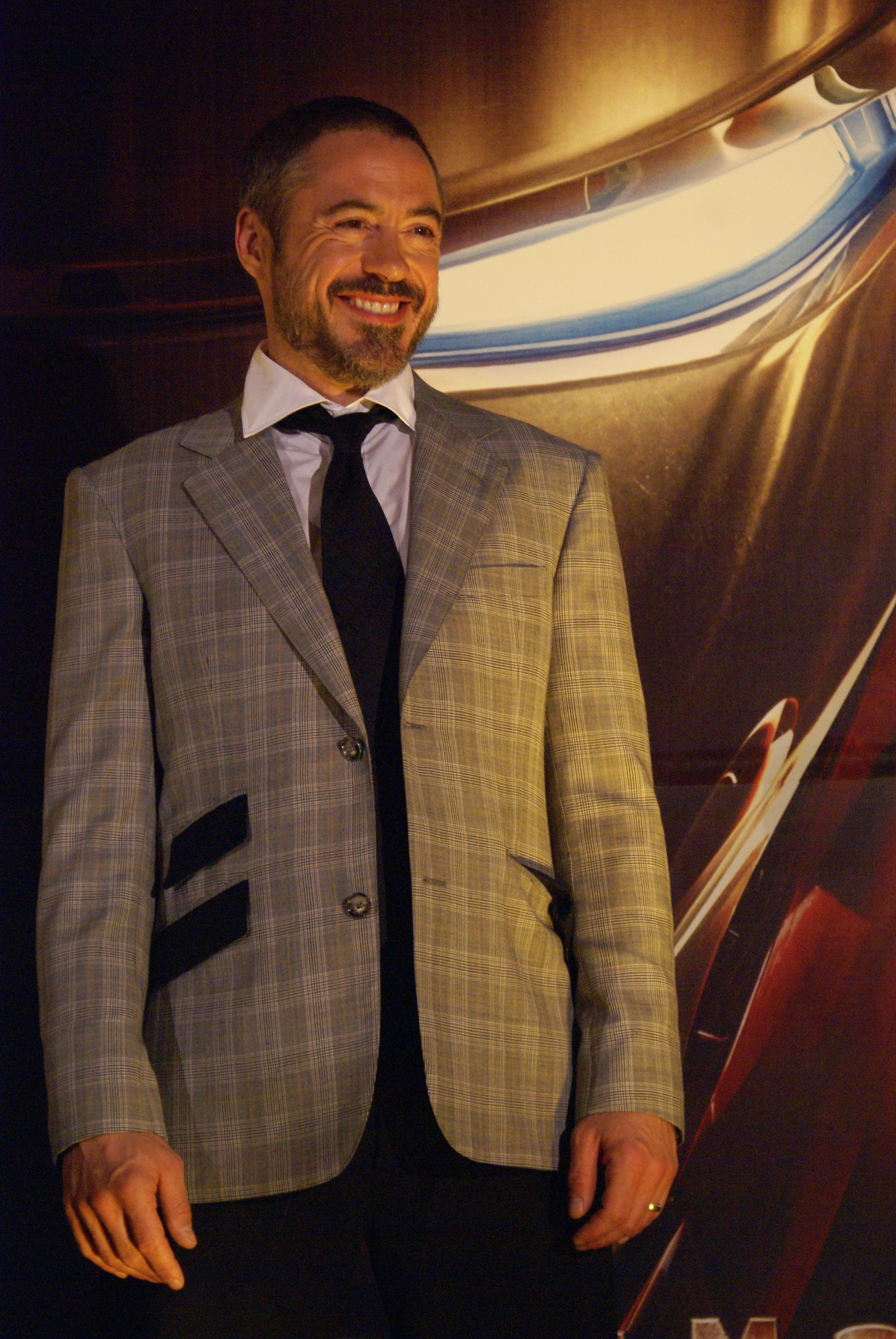
Der von Kritikern gelobte Hauptdarsteller Robert Downey Jr. während der Promotion des Films in Mexiko-Stadt

Iron Man (amerikanische Aussprache: ['aɪɘrnˌmæn], britische Aussprache: ['aɪɘnˌmæn]) ist ein US-amerikanischer Action- und Science-Fiction-Spielfilm aus dem Jahr 2008, der als Comicverfilmung auf der Superhelden-Comicfigur Iron Man des Verlages Marvel basiert. Regie führte Jon Favreau, die Hauptrolle spielte Robert Downey Jr. In den USA war Paramount Pictures für den Verleih zuständig, in Deutschland Concorde. Der offizielle Filmstart erfolgte in den USA am 2. Mai 2008, in Deutschland bereits am 1. Mai.
Iron Man ist der erste Film, der direkt in Eigenfinanzierung von der zu Marvel gehörenden Produktionsgesellschaft Marvel Studios produziert wurde und Teil eines gemeinsamen Universums, des „Marvel Cinematic Universe“, ist. Es wurden zwei Fortsetzungen produziert: Iron Man 2 (2010) und Iron Man 3 (2013).
Von Kritikern wurde Iron Man, insbesondere Hauptdarsteller Robert Downey Jr., weitgehend gelobt. Der Film spielte an den Kinokassen weltweit über 585 Millionen US-Dollar ein, wurde mit einem MTV Movie Award und drei Saturn Awards ausgezeichnet und in zwei Nebenkategorien für den Oscar nominiert.

## Handlung
Der Rüstungsindustrielle, Multimilliardär und Playboy Tony Stark präsentiert in Afghanistan sein neues Raketensystem namens „Jericho“. Auf dem Rückweg zum Flughafen überfällt die Terrororganisation „Zehn Ringe“ seinen Konvoi. Stark wird durch einen Sprengkörper schwer verletzt und gerät in Gefangenschaft. Ein Mitgefangener namens Yinsen führt eine Notoperation an Stark durch, in dessen Körper durch die Explosion Metallsplitter eingedrungen sind. Ein in die Brust eingepflanzter Elektromagnet soll verhindern, dass die Splitter sein Herz erreichen und ihn töten.
Raza, einer der Anführer der „Zehn Ringe“, und sein Handlanger Abu Bakaar fordern von Stark unter Folter den Nachbau seines „Jericho“-Raketensystems für seine Freiheit. Stark, der ahnt, dass sie ihn nach der Fertigstellung töten würden, geht nur zum Schein auf die Forderung ein und konstruiert stattdessen mithilfe von Yinsen eine Miniatur-Version des Jahres zuvor von seinem Vater (im Comic von ihm selbst) erfundenen „ARK-Reaktors“ (sinngemäßere Übersetzung: „Lichtbogen-Reaktor“), der den Elektromagneten in seiner Brust ersetzt. Anschließend bauen die beiden heimlich eine mit Waffensystemen ausgestattete High-Tech-Rüstung, die vom Reaktor in Starks Brust betrieben wird und ihm die Flucht ermöglichen soll. Da die Terroristen misstrauisch werden, bevor die Rüstung einsatzfähig ist, opfert sich Yinsen, um Stark die nötige Zeit zu verschaffen. Sterbend appelliert Yinsen an Stark, etwas Besseres aus seinem Leben zu machen. Mit Hilfe der Rüstung gelingt es Tony, den Waffenvorrat seiner Entführer zu zerstören und zu fliehen, jedoch geht dabei die Rüstung zu Bruch. Nachdem er die Überreste in der Wüste zurückgelassen hat, wird Stark von amerikanischen Truppen gefunden, die ihn in die USA zurückbringen.
Noch am Tag seiner Rückkehr beruft Tony eine Pressekonferenz ein, bei der er bekannt gibt, dass sich sein Unternehmen aus dem Waffengeschäft – bis dahin das Hauptgeschäftsfeld von Stark Industries – zurückziehen wird. Dies gefällt Obadiah Stane, einstiger Weggefährte von Tonys verstorbenem Vater Howard und stellvertretender Geschäftsführer von Stark Industries, jedoch überhaupt nicht. Stane rät Tony, sich aus der Öffentlichkeit fernzuhalten, stellt aber hinter dessen Rücken Tonys Entscheidungsfähigkeit infrage und versucht, ihn von der Konzernführung auszuschließen. Derweil entdecken Mitglieder der „Zehn Ringe“ unter Führung von Raza die Überreste der Rüstung in der Wüste.
Bald darauf erfährt Tony, dass Stane hinter seinem Rücken illegal Waffen verkauft hat – auch an seine Entführer, deren weitere Verbindung zu Stane noch nicht bekannt war. Überdies arbeitete Stane beim Aufsichtsrat von Stark Industries daran, Tony als Geschäftsführer zu entmachten. Um den Schaden, den seine Waffen angerichtet haben, wiedergutzumachen, entwickelt Tony eine verbesserte Version seiner Rüstung sowie einen noch leistungsfähigeren ARK-Reaktor. Nach diversen Tests fliegt er in einer voll einsatzfähigen Rüstung nach Afghanistan zurück und befreit ein Dorf aus der Gewalt der „Zehn Ringe“. Während er Abu Bakaar den Dorfbewohnern überlässt und weitere von Stark Industries entwickelte Waffen zerstört, gelingt Raza die Flucht. Auf dem Rückflug wird Tony vom US-Militär entdeckt und von zwei F-22-Jagdflugzeugen abgefangen. Beim Versuch, seine Verfolger abzuschütteln, bringt er versehentlich eines der beiden Flugzeuge zum Absturz, kann aber den Piloten retten. Um sich selbst einer weiteren Verfolgung durch das US-Militär zu entziehen, enthüllt Tony seinem Freund, Lt. Colonel James „Rhodey“ Rhodes, dass er selbst in der Rüstung steckt.
Mittlerweile interessieren sich auch die Behörden für die Umstände von Tonys Flucht aus der Gewalt seiner Entführer. Phil Coulson, Agent des Geheimdienstes namens „Strategische Heimat-Interventions-, Einsatz- und Logistik-Division“, kann jedoch zunächst von Tonys persönlicher Assistentin „Pepper“ Potts abgewimmelt werden. Nach seiner abermaligen Rückkehr aus Afghanistan wird Tony beim Versuch, sich seiner Rüstung zu entledigen, von Pepper überrascht, die er daraufhin in sein Geheimnis einweiht.
In der Zwischenzeit begibt sich Stane nach Afghanistan, wo er Raza, den er seinerzeit selbst auf Tony angesetzt hatte, die sichergestellte Rüstung abnimmt und ihn und seine Leute beseitigen lässt. Zurück in den USA lässt er die Wissenschaftler von Stark Industries auf Grundlage von Tonys erster Rüstung eine verbesserte, größere Rüstung bauen, jedoch gelingt es den Wissenschaftlern nicht, den ARK-Reaktor zu verkleinern, um die Rüstung mit einer Energiequelle auszustatten. Derweil hat sich Pepper auf Tonys Geheiß in dessen Büro begeben und auf dem Firmencomputer nicht nur die Pläne für Stanes Rüstung entdeckt, sondern auch ein Video, das beweist, dass Stane den Anschlag auf Tonys Leben beauftragt hatte. Als Stane Pepper dabei überrascht, gelingt ihr mit Hilfe von Agent Coulson die Flucht aus der Firmenzentrale, doch bevor sie Tony warnen kann, hat Stane Tony in dessen Villa aufgelauert, ihn gelähmt und den ARK-Reaktor aus der Brust entwendet. Da Pepper entgegen Tonys Anweisung das Vorgängermodell des Reaktors nicht zerstört hat, setzt er es sich wieder in die Brust ein, um sein Leben zu retten.
Coulson hat derweil Verstärkung angefordert, und gemeinsam mit Pepper verschaffen sich die Agenten Zugang zu Stanes Labor. Stane ist es jedoch mittlerweile gelungen, mit Hilfe des gestohlenen ARK-Reaktors seine Rüstung in Gang zu setzen. Bevor er Pepper töten kann, stellt sich ihm Tony in seiner eigenen Rüstung entgegen. Obwohl der ältere Reaktor in Tonys Brust kaum in der Lage ist, seine aktuelle Rüstung mit Energie zu versorgen, gelingt es Tony, Stanes Rüstung durch einen Trick vorübergehend kampfunfähig zu machen. Als er schon glaubt, Stane besiegt zu haben, greift dieser erneut an. Tony, dessen Energiereserven fast aufgebraucht sind, weist Pepper an, den großen ARK-Reaktor im Labor von Stark Industries zum Überladen zu bringen. Die dadurch freigesetzte Energie zerstört die Schaltkreise von Stanes Rüstung, woraufhin er mitsamt seiner Rüstung in den Reaktor stürzt, der daraufhin explodiert.
Am nächsten Tag soll Stark auf Anweisung von Agent Coulson, dessen Behörde sich mittlerweile schlicht „S.H.I.E.L.D.“ nennt, auf einer Pressekonferenz eine vorbereitete Erklärung verlesen, der zufolge der von Kameras gefilmte „Iron Man“ (deutsch: „Eisenmann“), wie er von der Presse genannt wird, ein Leibwächter sei. Stane soll beim Absturz eines Privatflugzeugs umgekommen sein. Stattdessen verkündet Tony jedoch, er selbst sei Iron Man.
In einer Szene nach dem Abspann kehrt Tony nach Hause zurück, wo ihn Nick Fury, der Leiter von S.H.I.E.L.D., erwartet und ihm den Vorschlag unterbreitet, sich der „Avenger-Initiative“ anzuschließen.

## Wichtige Figuren

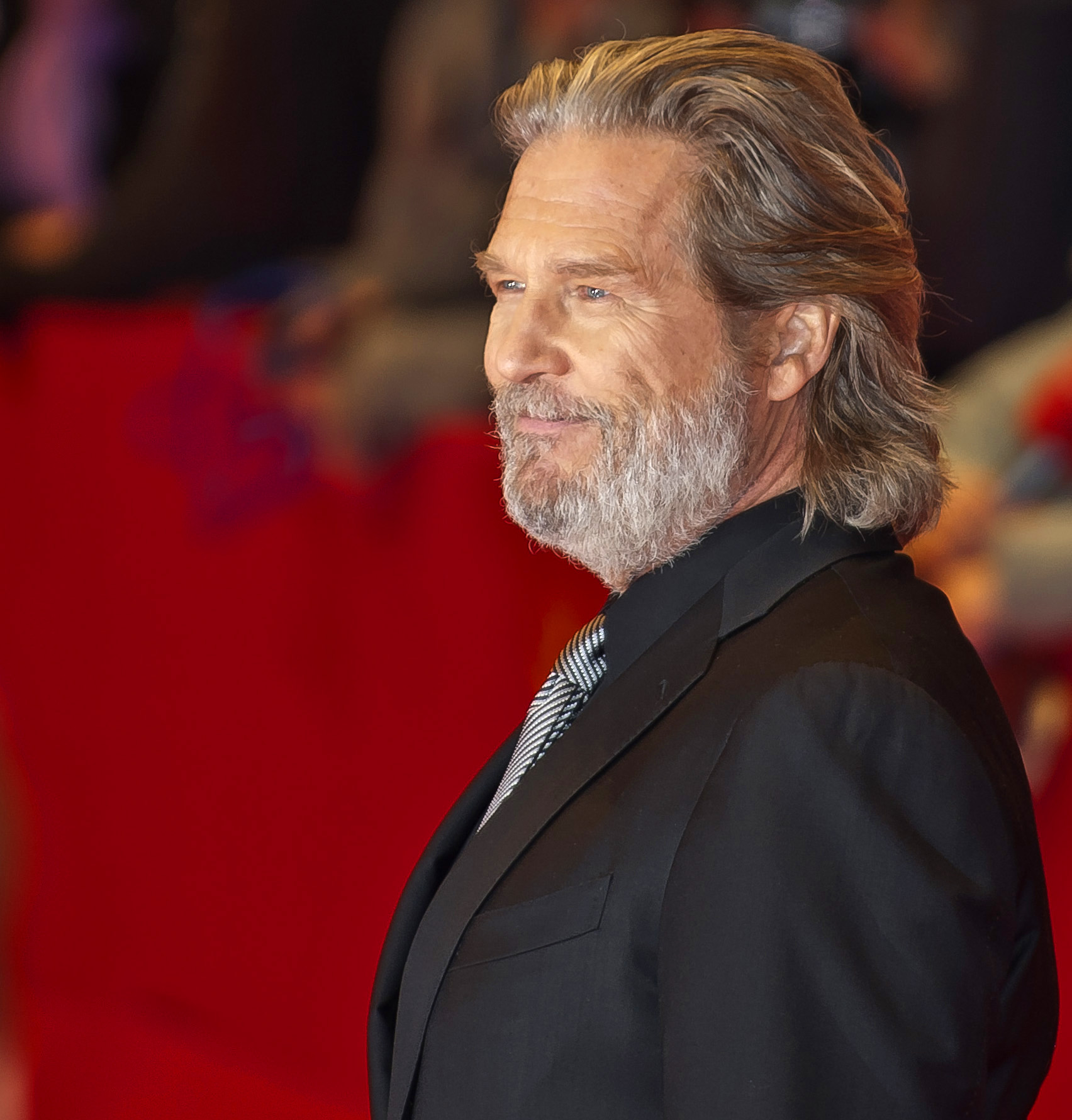
Jeff Bridges änderte sein Aussehen für seine Rolle als Tony Starks Gegenspieler Obadiah Stane deutlich

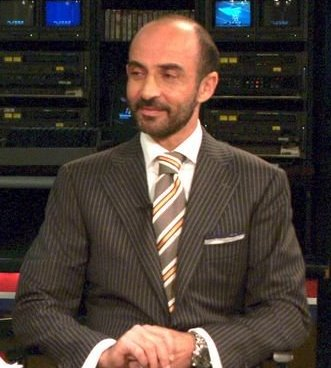
Shaun Toub spielt den Tony Stark wohlgesinnten Afghanen Yinsen

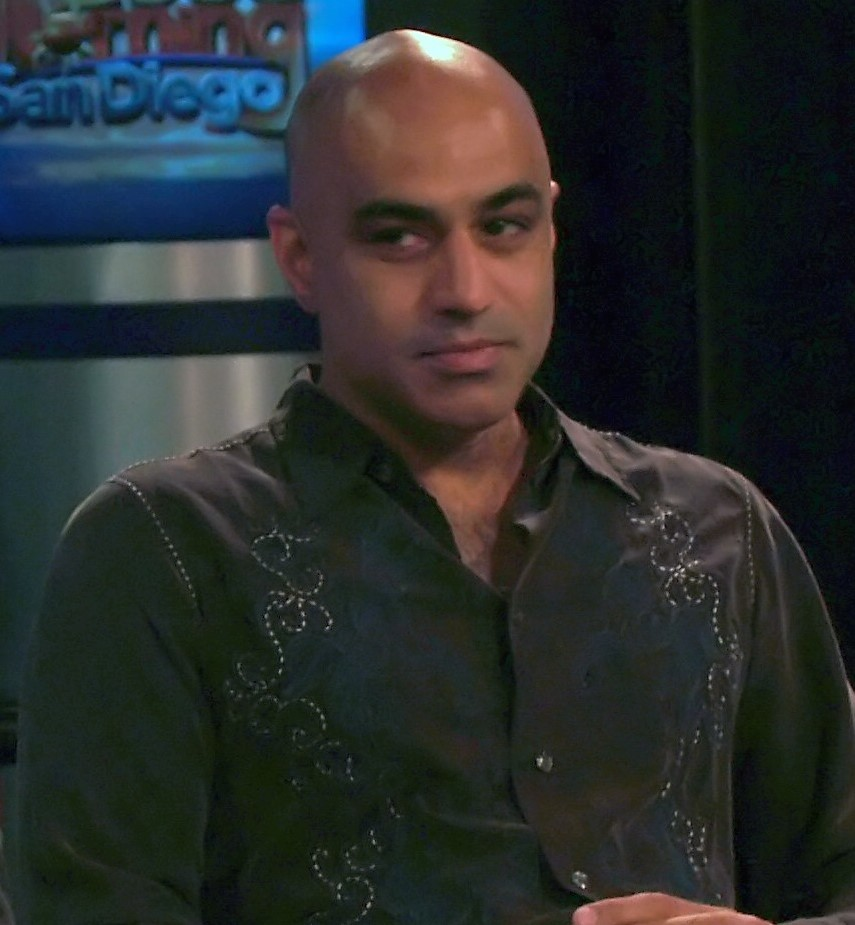
Faran Tahir spielt Raza

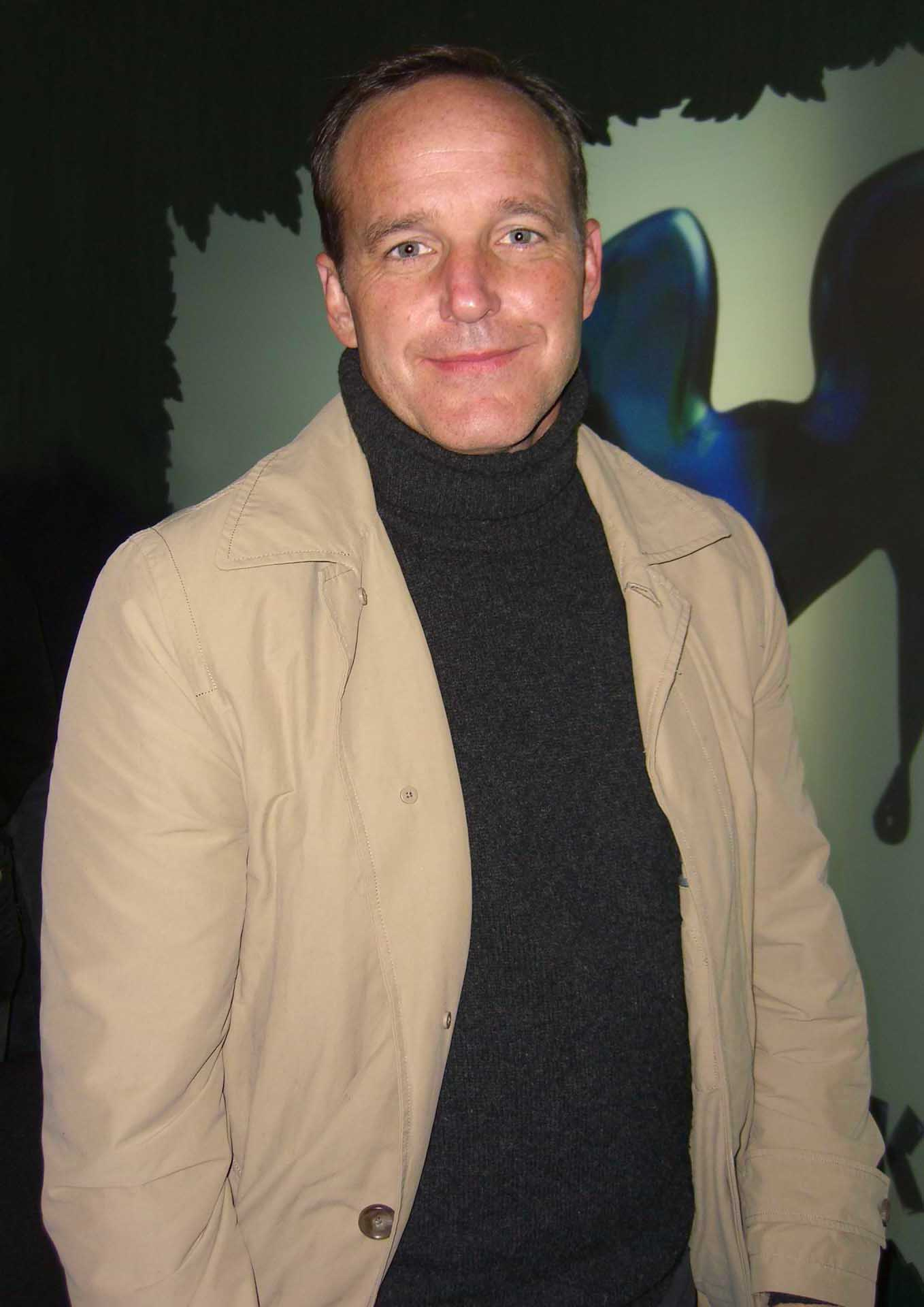
Clark Gregg spielt den S.H.I.E.L.D.-Agenten Phil Coulson

Iron Man/Anthony „Tony“ Stark (Robert Downey Jr.) ist der Sohn des Industriellen Howard Stark, der am Manhattan-Projekt beteiligt war. Tony ist selbst seit Kindestagen ein genialer Erfinder. Nach dem Tod seines Vaters und Erreichen des Erwachsenenalters übernahm er die Leitung von dessen Unternehmen, Stark Industries, und wurde zu einem bekannten, risikofreudigen Playboy. Eine der Grundideen hinter der Darstellung der Rolle war wie schon seinerzeit im Falle der Comicvorlage die eines „modernen Howard Hughes“. Im Anschluss an eine Waffenpräsentation in Afghanistan wird Tony von einer Raketenexplosion verletzt und von Terroristen gefangen genommen. Ein Elektromagnet, der in seine Brust eingepflanzt wurde, soll verhindern, dass Granatsplitter in sein Herz eindringen. Tony ersetzt den Elektromagneten durch eine verkleinerte Version des von ihm erfundenen „ARK-Reaktors“ (sinngemäßere Übersetzung: „Lichtbogen-Reaktor“) und entwickelt gemeinsam mit seinem Mitgefangenen Yinsen eine High-Tech-Rüstung, mit deren Hilfe ihm die Flucht gelingt. Nach seiner Rückkehr in die USA beschließt er, sich unverzüglich aus dem Rüstungsgeschäft zurückzuziehen, und entwickelt eine verbesserte Rüstung, mit deren Hilfe er zum Superhelden wird, dem die Medien den Namen „Iron Man“ (deutsch: „Eisenmann“) geben. Am Ende des Films enthüllt Tony seine Identität als Iron Man der Öffentlichkeit.
Im Film kommen drei Modelle von Iron Mans Rüstung zum Einsatz: „Mark I“ ist die erste Rüstung, die Tony und Yinsen gemeinsam in der Höhle in Afghanistan aus Raketenteilen und anderen Waffensystemen bauen und die nach Tonys erfolgreicher Flucht zerstört und von ihm in der Wüste zurückgelassen wird, „Mark II“ ist ein vom in die USA zurückgekehrten Tony in Eigenarbeit entwickelter Prototyp, den er für seine ersten Flugversuche verwendet, und „Mark III“ ist das erste voll einsatzfähige Modell, das Tony erstmals bei seiner Rückkehr nach Afghanistan einem Feldversuch unterzieht. Die „Mark-III“-Rüstung besteht aus einer fiktiven Gold-Titan-Legierung und ist erstmals in roten und goldenen Farbtönen lackiert. Zur Steuerung verwendet Tony ein holografisches Head-up-Display im Inneren des Helms.
Obadiah „Obi“ Stane (Jeff Bridges) ist ein früherer Geschäftspartner von Tony Starks Vater Howard. Nach Howards Tod übernahm Stane die Leitung von Stark Industries, bis der mittlerweile erwachsene Tony die Nachfolge seines Vaters antrat. Um die Firma wieder unter seine Kontrolle zu bringen, setzt Stane die Terrororganisation namens „die Zehn Ringe“ auf Tony an, die ihn in Afghanistan töten soll, jedoch stattdessen entführt. Nach Tonys Rückkehr in die USA und seiner Ankündigung, sich aus dem Waffengeschäft zurückzuziehen, versucht Stane, Tony mittels einer Intrige die Kontrolle über Stark Industries zu entziehen. Nachdem er von den „Zehn Ringen“ die ursprüngliche Rüstung, mit der Tony in Afghanistan die Flucht gelungen war, erhalten hat, lässt Stane seine Wissenschaftler eine größere, verbesserte Rüstung entwickeln. Tony, seine Assistentin Pepper und der Geheimdienst S.H.I.E.L.D. kommen ihm jedoch auf die Schliche, woraufhin Stane seine Rüstung in Gang setzt. Am Ende gelingt es Tony, Stane zu besiegen, wobei Letzterer in den ursprünglichen ARK-Reaktor stürzt und dabei augenscheinlich ums Leben kommt.
Lt. Col. James „Rhodey“ Rhodes (Terrence Howard) steht in den Diensten der US Air Force und ist der Verbindungsmann zwischen Stark Industries und dem US-Militär und darüber hinaus ein persönlicher Freund Tony Starks, den er trotz dessen oftmals verantwortungslosen Handelns unterstützt. Rhodes ist auch der Erste, der infolge einer Konfrontation zwischen Tony und zwei F-22-Jagdflugzeugen erfährt, dass Tony selbst in der von ihm entwickelten Rüstung steckt und dafür sorgt, dass die Air Force von einer weiteren Verfolgung absieht.
Virginia „Pepper“ Potts (Gwyneth Paltrow) ist Tony Starks persönliche Assistentin und engste Vertraute. Tony selbst erkennt an, dass er ohne ihre Hilfe viele Dinge des alltäglichen Lebens nicht bewältigen könnte, und Pepper hält trotz seiner gelegentlichen Eskapaden zu ihrem Arbeitgeber. Pepper ist nach Rhodes die zweite Person, die Tony in das Geheimnis seiner Identität als gepanzerter Superheld einweiht. Im Film wird kurz die Möglichkeit einer Romanze zwischen ihr und Tony angedeutet, jedoch von beiden zunächst wieder verworfen.
Yinsen (Shaun Toub) ist ein Arzt und Ingenieur aus einem (fiktiven) afghanischen Dorf namens Gulmira, der Tony Stark einige Jahre zuvor auf einer Konferenz begegnet ist (siehe Iron Man 3). Unter ungeklärten Umständen wurde er von den „Zehn Ringen“ gefangen genommen und gezwungen, das Leben des durch eine Raketenexplosion verletzten Tony Stark zu retten. Yinsen spricht mehrere Sprachen und vermittelt als Dolmetscher zwischen Tony und Abu Bakaar. Yinsen ist es, der an Tonys Stolz appelliert, woraufhin dieser mit Yinsens Hilfe eine Rüstung erbaut, die ihm die Flucht ermöglichen soll. Da ihre Entführer Verdacht schöpfen, bevor die Rüstung einsatzfähig ist, opfert Yinsen sein Leben, um Tony die nötige Zeit zu verschaffen. Nachdem dieser einige seiner Entführer ausgeschaltet und die anderen zum Rückzug veranlasst hat, gesteht der sterbende Yinsen ihm, dass dies sein Plan gewesen sei, da seine Familie von den „Zehn Ringen“ getötet worden ist und er keinen Grund mehr sieht, weiterzuleben. Mit seinen letzten Worten bittet er Tony, sein Leben nicht zu vergeuden.
Raza (Faran Tahir) ist einer der Anführer der Terrororganisation namens „die Zehn Ringe“ und für die Entführung Tony Starks in Afghanistan verantwortlich. Ihm untersteht Abu Bakaar (Sayed Badreya), der im Gegensatz zu Raza kein Englisch spricht. Bei Tonys Flucht aus der Gewalt seiner Entführer in seiner ersten Rüstung wird Raza verletzt, überlebt jedoch und entdeckt später mit seinen Leuten in der Wüste die Überreste der Rüstung. Abu Bakaar terrorisiert später mit seinen Leuten das afghanische Dorf Gulmira, jedoch stellt sich ihnen Tony in seiner verbesserten Rüstung in den Weg, schaltet Abus Leute aus und überlässt Abu selbst den Dorfbewohnern. Raza wiederum übergibt die sichergestellte Rüstung an seinen Verbündeten Obadiah Stane, der jedoch Raza vorübergehend paralysiert und dessen Leute töten lässt. Razas Schicksal bleibt ungewiss.
J.A.R.V.I.S. (Stimme von Paul Bettany) ist eine künstliche Intelligenz, die sämtliche Systeme in Tony Starks Haus und Werkstatt kontrolliert und in der Interaktion mit Tony häufig mit einem sarkastischen Unterton spricht. Sie ist auch für die Entwicklung von Tonys Iron-Man-Rüstungen verantwortlich.
Christine Everhart (Leslie Bibb) ist eine Reporterin des Magazins Vanity Fair und interviewt zu Beginn des Films Tony Stark, der daraufhin die Nacht mit ihr verbringt, sie jedoch am nächsten Morgen von Pepper vor die Tür setzen lässt. Später konfrontiert sie ihn mit der Tatsache, dass trotz seiner Ankündigung, sich aus dem Rüstungsgeschäft zurückzuziehen, Waffen von Stark Industries an Rebellen in Afghanistan geliefert wurden, was Tony dazu veranlasst, sich in seiner verbesserten Rüstung dorthin zu begeben und die Terroristen sowie die von ihm entwickelten Waffen unschädlich zu machen.
Phil Coulson (Clark Gregg) ist ein Agent des fiktiven Geheimdienstes namens „Strategische Heimat-Interventions-, Einsatz- und Logistik-Division“, dessen Name am Ende des Films zu „S.H.I.E.L.D.“ verkürzt wird. Er versucht mehrfach, Tony Stark zu den näheren Umständen von dessen Flucht aus der Gewalt seiner Entführer in Afghanistan zu befragen, wird jedoch wiederholt abgewimmelt. Nachdem Pepper Potts entdeckt hat, dass Obadiah Stane den Auftrag zum Anschlag auf Tony gegeben hat, verlässt sie in Begleitung von Coulson, der eigentlich mit Tony sprechen wollte, die Firmenzentrale von Stark Industries. Nachdem Coulson Verstärkung angefordert hat, begibt er sich gemeinsam mit Pepper ins Labor von Stark Industries, um Stane festzunehmen, jedoch hat dieser bereits seine Rüstung in Betrieb genommen und greift die Agenten an, bis es Tony/Iron Man gelingt, ihn aufzuhalten. Am Ende des Films weist Coulson Tony an, auf einer Pressekonferenz eine vorbereitete Stellungnahme zu verlesen, in der er jegliche Verwicklungen in die Aktivitäten Iron Mans abstreitet, doch stattdessen offenbart Tony der Presse, er selbst sei Iron Man. In einer Szene nach dem Abspann erhält Tony Besuch von Nick Fury (Samuel L. Jackson), dem Leiter von S.H.I.E.L.D., der ihm den Vorschlag unterbreitet, sich der „Rächer-Initiative“ anzuschließen.
Eine kleine Nebenrolle hat zudem Regisseur Jon Favreau als „Happy“ Hogan, der Chauffeur und Leibwächter Tony Starks.

## Hintergrundinformationen

### Entstehung

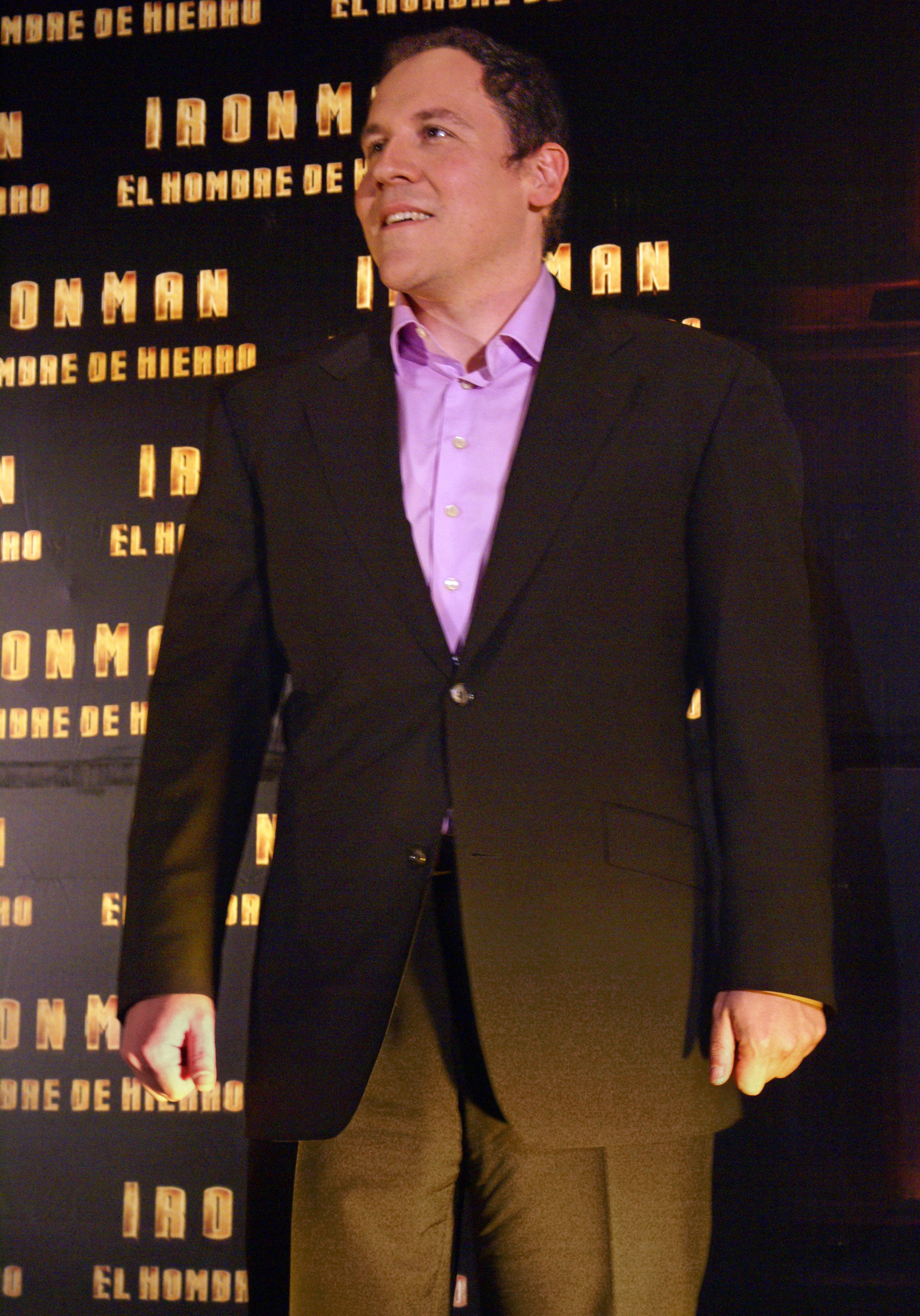
Regisseur Jon Favreau während der Promotion des Films in Mexiko-Stadt

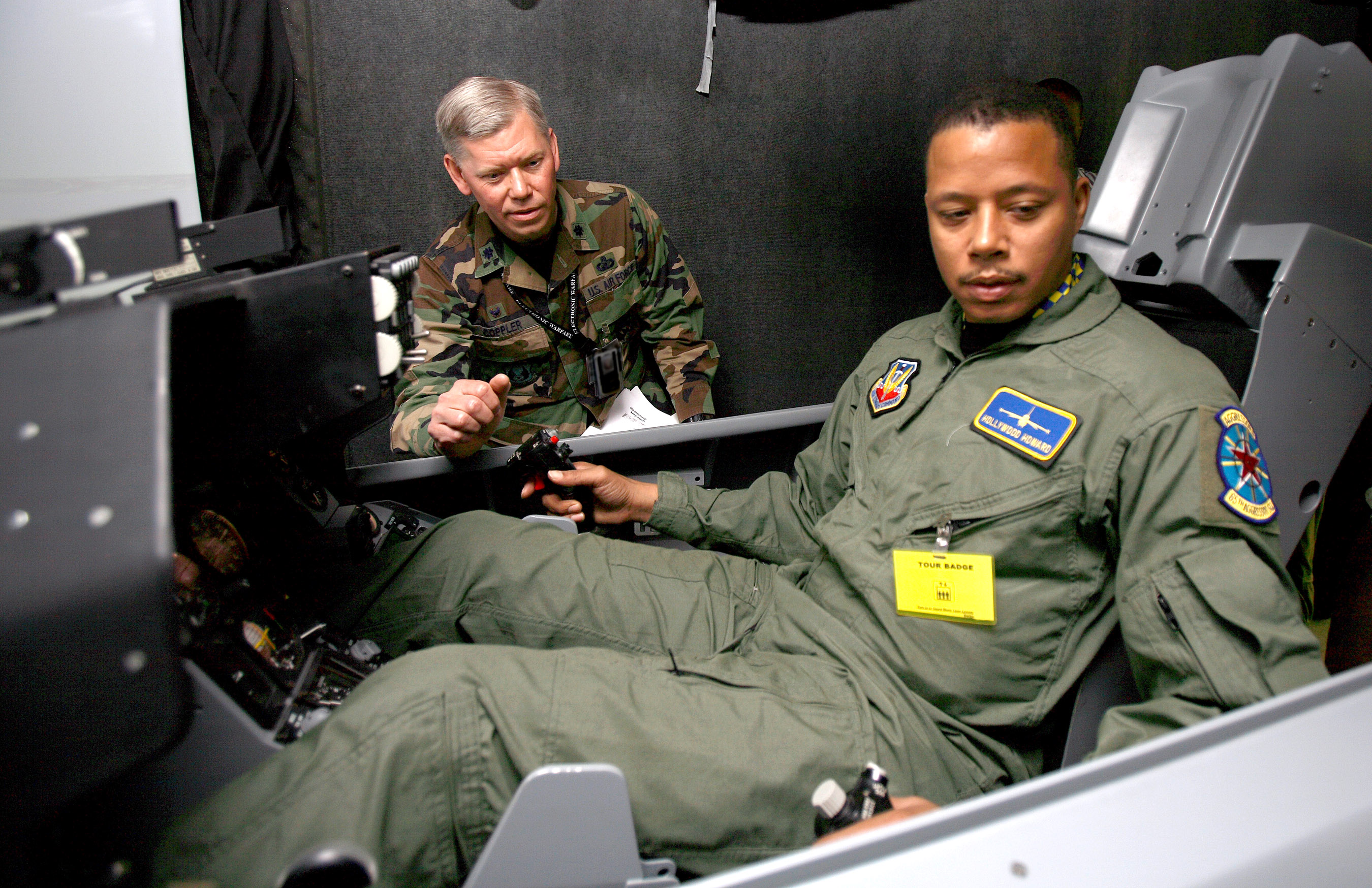
Terrence Howard während der Vorbereitung auf den Film auf der Edwards Air Force Base

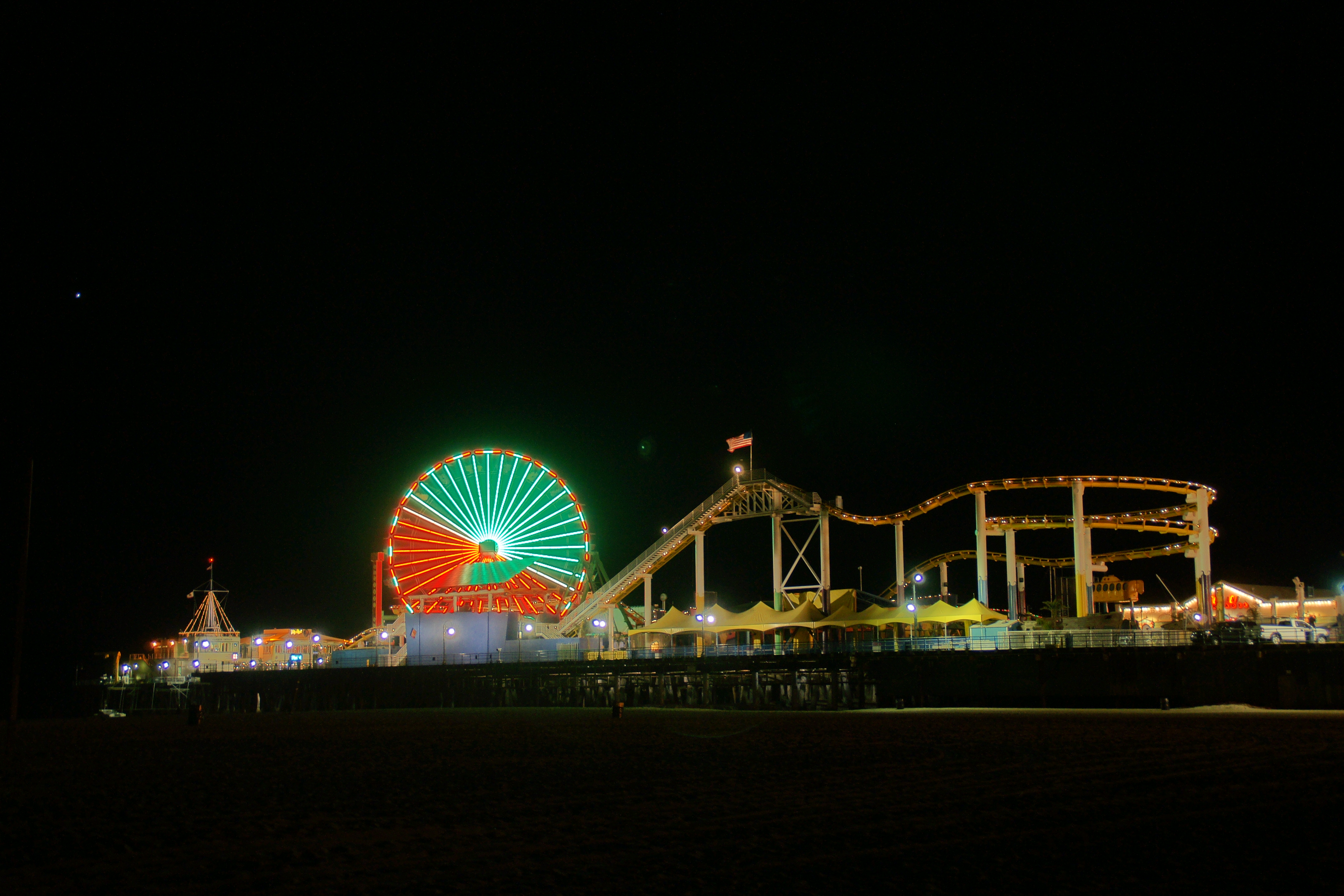
Der Santa Monica Pier war der erste Drehort, gedreht wurde allerdings mit der Second Unit

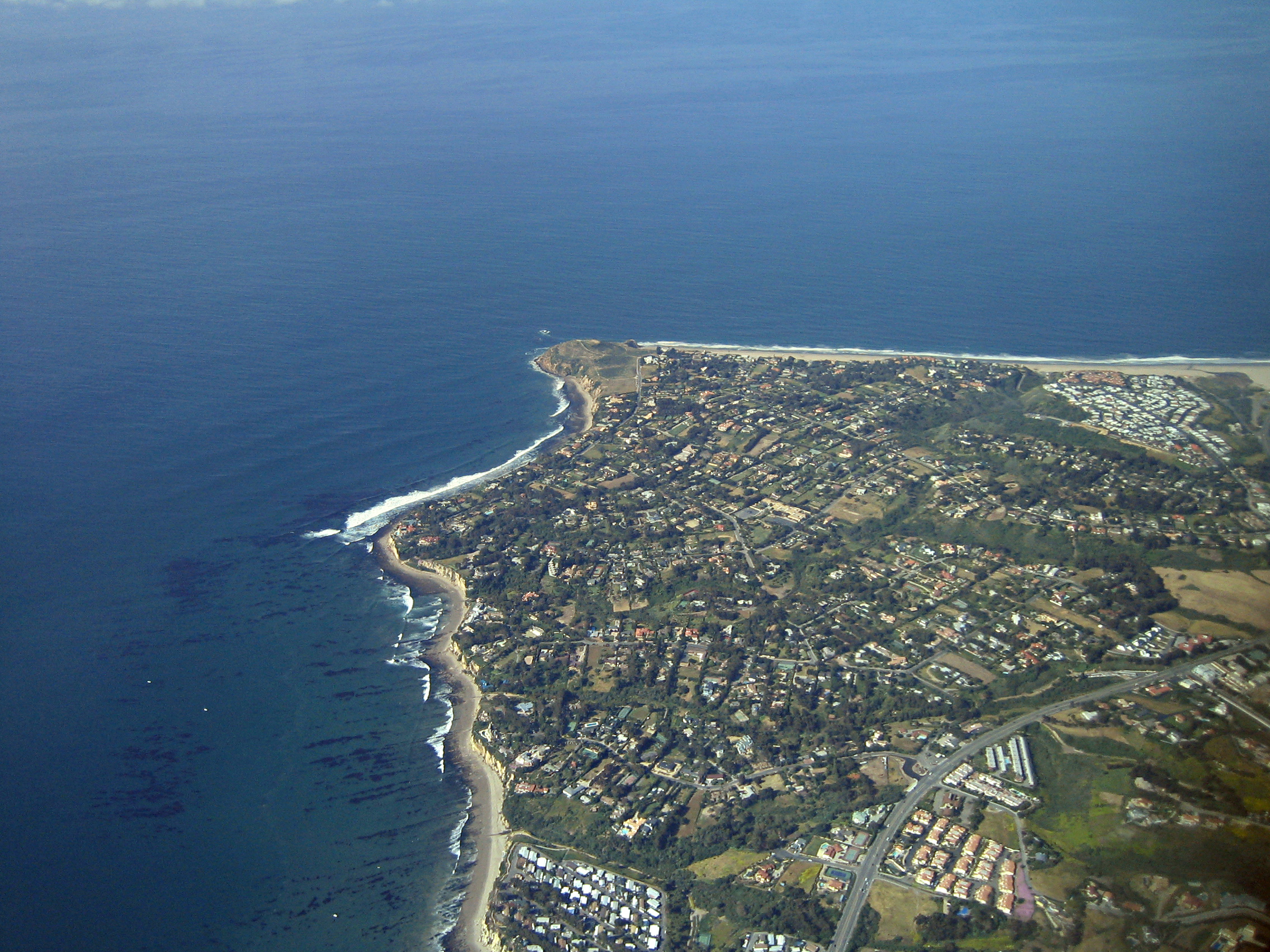
Der Point Dume in Malibu ist im Film der Standort von Tony Starks Anwesen

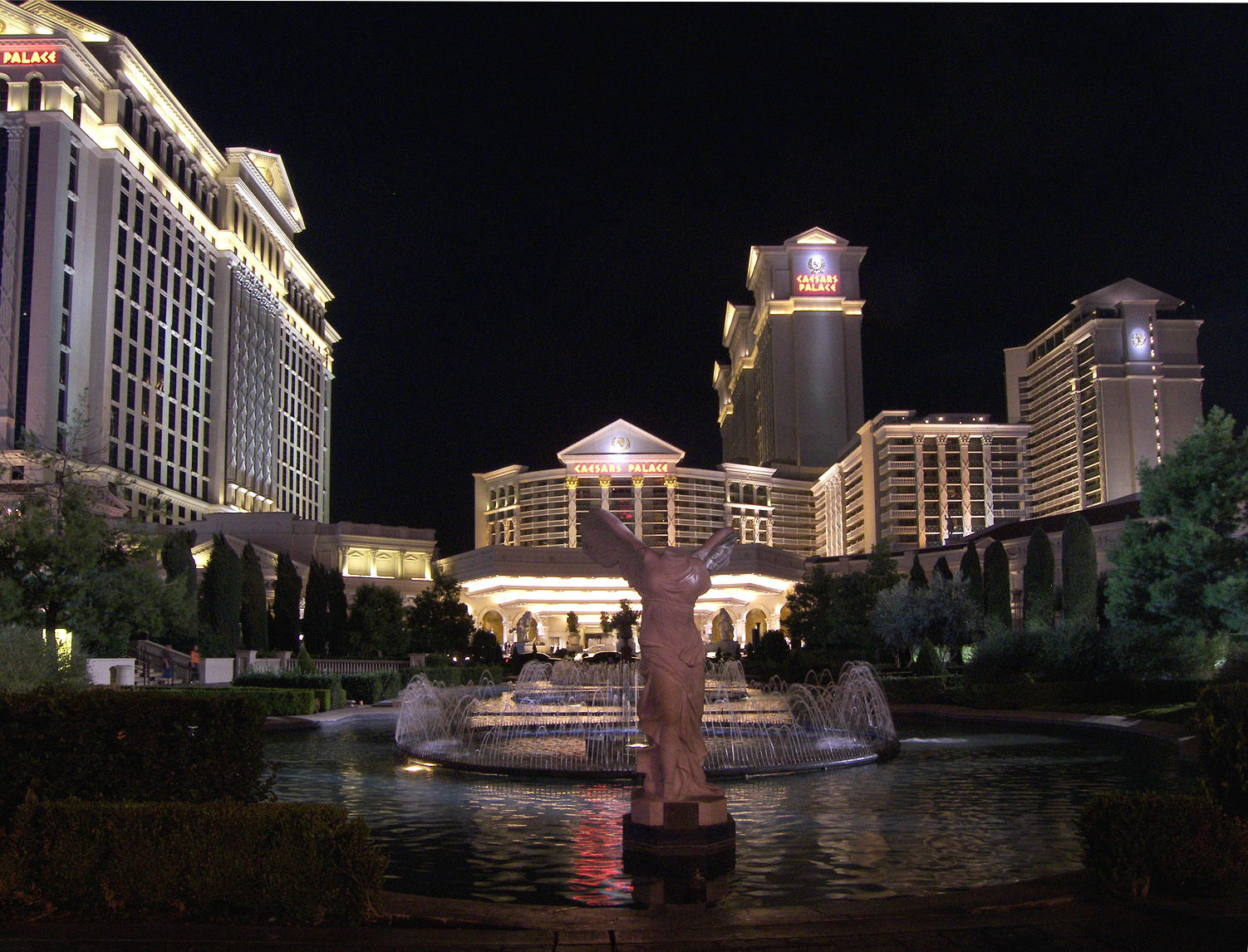
Das Hotel Caesars Palace in Las Vegas war einer der letzten Drehorte

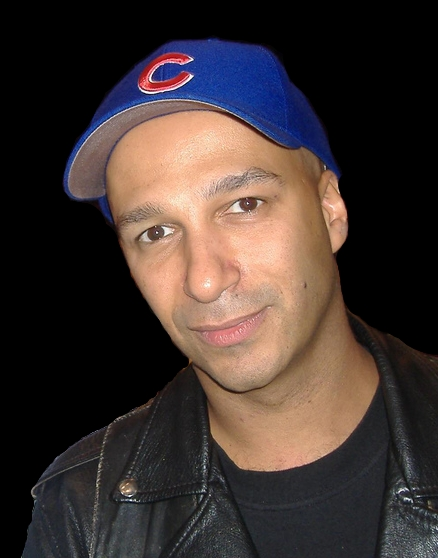
Gitarrist Tom Morello spielt im Film eine kleine Rolle als Terrorist

Pläne für eine Realverfilmung der Iron-Man-Comics hatte es schon lange gegeben. 1990 erwarb Universal Studios die Rechte für eine Filmadaption von Marvel. Stuart Gordon war als Regisseur vorgesehen, jedoch kam das Projekt nie über die Planungsphase hinaus. 1996 kaufte 20th Century Fox Universal die Rechte ab. 1997 kam Nicolas Cage, der ein erklärter Comicfan ist, als Hauptdarsteller ins Gespräch, ein Jahr später wiederum war nunmehr von Tom Cruise als Darsteller des Tony Stark die Rede. Zwischenzeitlich verfasste Comicautor Stan Lee, einer der Erfinder Iron Mans, einen ersten Handlungsentwurf, der von Jeff Vintar als Drehbuch adaptiert werden sollte. Dieser Drehbuchentwurf wurde später von Jeffrey Caine überarbeitet, und 1999 verhandelte Fox mit Quentin Tarantino, der Regie führen sollte. Auch dieses Projekt wurde jedoch letztendlich nie verwirklicht, und 2000 verkaufte Fox die Rechte schließlich an New Line Cinema. Autoren wie Ted Elliott, Terry Rossio, Tim McCanlies, Alfred Gough, Miles Millar und David Hayter verfassten diverse Drehbuchentwürfe, während zunächst Joss Whedon, später dann Nick Cassavetes als Regisseur vorgesehen war. Obwohl zwischenzeitlich eine Veröffentlichung im Jahr 2006 angedacht war, kamen auch diese Anläufe nie über die Drehbuchphase hinaus, und 2005 gab New Line die Rechte schließlich an Marvel zurück.
Marvel nutzte die Gelegenheit, um eine neue Strategie für zukünftige Comicverfilmungen zu wagen: Aufgrund rückblickend nachteiliger Verträge, die in den 1990er Jahren geschlossen worden waren, hatte Marvel bis dahin nur geringe Lizenzeinnahmen für Verfilmungen der eigenen Comics verbuchen können. Künftige Verfilmungen sollten daher durch einen Ausbau der verlagseigenen Marvel Studios, die bis dahin nur als Lizenzgeber fungiert hatten, zu einer tatsächlichen Filmproduktionsgesellschaft eine größere Gewinnbeteiligung für Marvel ermöglichen, während Paramount Pictures den Vertrieb übernehmen sollte. Zur Finanzierung dieses Vorhabens nahm Marvel einen Kredit in Höhe von 525 Millionen US-Dollar bei Merrill Lynch auf. Zudem wollte Marvel auf diese Weise eine größere kreative Kontrolle über die Filmadaptionen behalten und sicherstellen, dass die Handlungen und die Darstellungen der Figuren nicht zu sehr von den Comicvorlagen abweichen. Einer der Grundgedanken hinter dem neuen Ansatz war, dass sämtliche Filme, die von den Marvel Studios produziert werden würden, ähnlich den Comicvorlagen in einem gemeinsamen Universum spielen sollen, was Crossover und Auftritte derselben Figuren in unterschiedlichen Filmen ermöglichen soll. Kevin Feige, der Präsident der Marvel Studios, gab diesem Universum den Namen „Marvel Cinematic Universe“.
Der erste direkt von den Marvel Studios produzierte Film sollte Iron Man sein. Jon Favreau wurde im April 2006 als Regisseur bestätigt. Ursprünglich sollte Favreau Regie bei einer Verfilmung der ersten drei Bücher von John Carter vom Mars führen. Als das Projekt, aus dem später John Carter – Zwischen zwei Welten werden sollte, scheiterte, übernahm er stattdessen die Regie bei Iron Man. Favreau wollte einen anderen Weg als viele andere Regisseure beschreiten und rief bereits im Mai 2006 eine eigene Myspace-Seite ins Leben, auf der er Comicfans die Möglichkeit geben wollte, mit ihm zu kommunizieren und ihre eigenen Ideen beizusteuern. Zudem wollte er so auf unkomplizierte Weise Neuigkeiten offiziell bekannt geben und falsche Gerüchte widerlegen. Als wichtigste Inspirationen für die Figur des Tony Stark sowie den humorvollen Ton des Films nennt Favreau Howard Hughes sowie die Figur des James Bond, wie er in den Filmen dargestellt wurde, in denen Sean Connery oder Roger Moore die Hauptrolle spielten. Favreau war es wichtig, der Entstehungsgeschichte der Hauptfigur viel Platz einzuräumen und dem Publikum so die Möglichkeit zu geben, an Tony Starks Wandlung zum Helden emotional teilzuhaben. Andererseits wollte er die Entstehungsgeschichte im Vergleich zur Comicvorlage, die ursprünglich noch den Vietnamkrieg als Schauplatz verwendete, modernisieren, um die veränderte politische, wirtschaftliche und gesellschaftliche Weltlage sowie den technologischen Fortschritt berücksichtigen zu können.
Die ersten Drehbuchfassungen wurden von Arthur Marcum und Matt Holloway verfasst. Spätere Fassungen stammten von Mark Fergus und Hawk Ostby, und John August gab der endgültigen Fassung schließlich den Feinschliff. Eine von Fans vielfach geforderte Handlung aus den Comics betraf den Alkoholismus Tonys, doch da die betreffende Geschichte in den Comics erst zwei Jahrzehnte nach dem ersten Auftritt Iron Mans erfolgte, wollte Favreau sie für einen späteren Film aufheben. Für Favreau war es wichtig, dass die Handlung und die Charaktere im Mittelpunkt des Films stehen und nicht die Spezialeffekte, was sich auch in seiner Wahl der Darsteller widerspiegelte. Robert Downey Jr. bewarb sich aktiv um die Hauptrolle, und trotz seiner Drogenvergangenheit gelang es Jon Favreau und Kevin Feige, ihre Vorgesetzten von Downey zu überzeugen. Einer der Gründe für die Wahl Downeys bestand laut Favreau und Feige darin, dass in Marvel-Verfilmungen die Marke, das Image des Titelhelden, der eigentliche „Star“ sei, nicht der Name des Hauptdarstellers. Stattdessen setze man lieber auf talentierte Darsteller, die tatsächlich zur Rolle passen. Offiziell wurde die Besetzung Downeys im September 2006 angekündigt. Die offizielle Ankündigung von Terrence Howard folgte im Oktober 2006, während die Verpflichtung von Gwyneth Paltrow im Januar 2007 bestätigt wurde. Das endgültige Drehbuch wurde letztendlich erst vier Monate nach Beginn der Dreharbeiten fertiggestellt, und viele Szenen, etwa zwischen Downey und Paltrow, wurden noch am Set umgeschrieben oder gar von den Darstellern improvisiert. Das Budget des Films wird von unterschiedlichen Quellen mit 140 oder 186 Millionen US-Dollar angegeben. Offiziell wurde das Budget letztendlich unterschritten.
Als einen Mangel früherer Marvel-Verfilmungen nennt Kevin Feige die Tatsache, dass die einzelnen Abteilungen Marvels – die Filmproduktionsabteilung der Marvel Studios, die Comic-Abteilung und die Zeichentrick-Abteilung – lange Zeit für sich blieben und es kaum Überschneidungen gab. Aus diesem Grund legte er großen Wert darauf, dass die Autoren und Redakteure der Comics mit den Machern des Films zusammenarbeiten sollten. Die Autoren und Redakteure Mark Millar, Brian Michael Bendis, Joe Quesada (der damalige Chefredakteur Marvels), Tom Brevoort, Axel Alonso und Ralph Macchio durften Konzeptentwürfe begutachten und die in der Entwicklung befindlichen Filmsets und Requisiten besichtigen und darüber hinaus auch das Drehbuch lesen und Verbesserungsvorschläge beisteuern. In einer früheren Drehbuchfassung war noch der „Mandarin“, ein wiederkehrender Gegner Iron Mans aus den Comics, als Widersacher vorgesehen, jedoch riet Millar von dieser Idee ab. Aus diesem Grund wurde die Rolle von Obadiah Stane, der ursprünglich erst für die Fortsetzung als Hauptbösewicht vorgesehen war, ausgebaut. In einer Szene, die in der endgültigen Fassung des Films nicht verwendet wurde, hätte Tony am Ende noch versucht, Stane vor dem Sturz in den ARK-Reaktor zu retten, doch Stane hätte stattdessen versucht, Tony mit sich zu reißen. Die Szene ist im Bonusmaterial der DVD- und Blu-ray-Veröffentlichung des Films enthalten.
Die Entscheidung, den Film mit einer Rückblende zu beginnen, sollte laut Regisseur Jon Favreau den Zweck erfüllen, die Figur des Tony Stark sympathischer erscheinen zu lassen. Indem sein späteres Schicksal – schwer verwundet und in der Gewalt von Terroristen – bereits vorweggenommen wird, soll der Zuschauer ihm sein im Anschluss gezeigtes Verhalten, das schließlich zu seiner Gefangennahme in Afghanistan führt, weniger übelnehmen, als wenn der Film direkt mit einem egozentrisch agierenden Tony Stark beginnen würde.
Mit Ausnahme der Szenen in Las Vegas, die zum Abschluss der Hauptdreharbeiten vor Ort gefilmt wurden, wurde Iron Man hauptsächlich in Kalifornien gedreht, um den typischen Comicschauplatz an der Ostküste der USA und insbesondere New York City zu vermeiden. Regisseur Jon Favreau nennt in diesem Zusammenhang insbesondere die Tatsache als ausschlaggebend, dass Howard Hughes seine ersten Flugzeuge ebenfalls in Kalifornien entwickelt hatte. Dementsprechend räumte der Film Tonys ersten Flugversuchen auch viel Platz ein. Darüber hinaus wurden die Kulissen für das Innere von Tony Starks Anwesen in einer Lagerhalle in Playa Vista, Los Angeles errichtet, bei der es sich tatsächlich um denselben Hangar der früheren Hughes Aircraft Company handelt, in dem Hughes einst seine Spruce Goose entwickelt hatte. Die Außenansicht von Tonys Anwesen im Film wurde aus Elementen realer Gebäude zusammengesetzt und digital in eine unbebaute Klippe an der Spitze der Landzunge Point Dume in Malibu eingearbeitet. Ein Teil des Films wurde auf der Edwards Air Force Base gedreht, weil diese als Basis für Testflüge zahlreicher Flugzeugentwicklungen gedient hatte. Die Darstellung des Militärs im Drehbuch wurde offiziell vom Verteidigungsministerium der USA abgesegnet, und über 150 Piloten der US Air Force sowie etwa ein Dutzend Marines wirkten in Statistenrollen mit. Tonys Rückkehr in die USA wurde im Inneren eines C-17-Transportflugzeugs gedreht, und eine F-22 und eine Global Hawk-Drohne sind in einer Szene als „Requisiten“ zu sehen. Als Vorbereitung für seine Rolle als Lieutenant Colonel der Air Force besuchte Terrence Howard bereits vor Drehbeginn die Nellis Air Force Base. Die Außenaufnahmen der Szenen, die in den Bergen von Afghanistan spielen, wurden in Lone Pine gedreht. Beim Dreh in den Sanddünen von Olancha, Kalifornien, die im Film die Wüste Afghanistans darstellen, ereignete sich ein starker Sandsturm, der zwei Tage andauerte und kurzerhand in den Film eingebaut wurde.
Regisseur Jon Favreau spielt die Rolle von Tony Starks Chauffeur und Leibwächter, Happy Hogan. Er übernahm die Rolle in der Erwartung, dass diese in einer möglichen Fortsetzung weiter ausgebaut werden könnte. Während der Produktion verlor Favreau etwa 34 Kilogramm an Gewicht, weshalb seine Leibesfülle im Film schwankt. Peter Billingsley, der Executive Producer des Films, spielt eine kleine Rolle als William Ginter Riva, einer von Stanes Wissenschaftlern. Eine kleine Rolle als Mitglied der „Zehn Ringe“ spielt außerdem Tom Morello, der darüber hinaus als Gitarrist an der von Ramin Djawadi komponierten Filmmusik beteiligt war. Jim Cramer, der Moderator der CNBC-Sendung Mad Money, spielt sich in einer kurzen Einspielsequenz selbst. Auch der Rapper Ghostface Killah hätte einen Cameo-Auftritt haben sollen, jedoch fehlt seine Szene in der fertigen Schnittfassung des Films. Die Szene ist im Bonusmaterial der DVD- und Blu-ray-Veröffentlichung des Films enthalten. Ghostface Killah steuerte ebenfalls ein Lied bei, das bislang exklusiv im Film selbst zu hören ist.
Das Design der „Mark III“-Rüstung Iron Mans wurde von Illustrator Phil Saunders gemeinsam mit Comiczeichner Adi Granov entwickelt, dessen Arbeiten für die damals aktuellen Comics (ab 2005) laut Jon Favreau eine der wichtigsten Inspirationen für die ersten Entwürfe für das Filmdesign darstellten. Favreau wollte Granov selbst kontaktieren, doch dieser kam ihm zuvor und nahm über Favreaus Myspace-Seite seinerseits Kontakt mit ihm auf. Beim Dreh agierten Downey und seine Stunt-Doubles zum Teil tatsächlich in speziell an ihre Körperproportionen angepassten Rüstungen, wobei im Falle von Iron Mans „Mark II“- und „Mark III“-Rüstungen zwecks größerer Bewegungsfreiheit häufig die Gelenke sowie ein Großteil der Beine freigelassen, per Greenscreen entfernt und im Computer durch die entsprechenden Rüstungsteile ersetzt wurden. In anderen Szenen agierten Downey und seine Stunt-Doubles dagegen nur in Motion-Capture-Anzügen, und die Rüstungen wurden für diese Szenen am Computer ergänzt. Konzeptionsdesigner Ryan Meinerding hatte die Idee, die „Mark I“-Rüstung so zu entwerfen, dass sie aussieht, als sei sie aus Teilen anderer Waffen zusammengebaut. Die komplette „Mark I“-Rüstung wog inklusive Flammenwerfern etwa 50 Kilogramm, was nicht nur Downey, sondern auch sein Stunt-Double Mike Justus vor große Herausforderungen stellte. Für einige Szenen mit der „Mark I“-Rüstung agierte Regisseur Jon Favreau selbst in einem Motion-Capture-Anzug. Favreau war es wichtig, möglichst viele physische Spezialeffekte anstelle von Computereffekten zu verwenden, und das Publikum sollte die Unterschiede zwischen beiden Methoden nach Möglichkeit nicht bemerken. Für Tonys erste Flugversuche wurden Downeys Füße bzw. die seines Stuntdoubles in der „Mark II“-Rüstung an einer speziellen Seilkonstruktion befestigt, um im Film den Eindruck zu vermitteln, dass er tatsächlich von Repulsor-Schubdüsen in seinen Stiefeln in der Luft gehalten wird. Generell legte Downey Wert darauf, möglichst viele Stuntszenen selbst zu spielen. Die physischen Rüstungen wurde von den Stan Winston Studios entwickelt, die bereits an Favreaus Film Zathura – Ein Abenteuer im Weltraum beteiligt waren und sich aktiv um den Auftrag bewarben. Obadiah Stanes „Iron Monger“-Rüstung, die von Puppenspielern bewegt wurde, war rund drei Meter groß und wog über 350 Kilogramm. Zudem wurde eine Attrappe des Oberkörpers mit aufklappbarer Brust erbaut, in der Darsteller Jeff Bridges Platz nehmen konnte. Durch eine kardanische Aufhängung konnte die Bewegung des Oberkörpers simuliert werden.
Unter den Fahrzeugen in Tonys Werkstatt befindet sich eine 1967er AC Cobra S/C, die bei seiner unsanften Landung nach dem ersten Testflug in der „Mark II“-Rüstung zerstört wird. Für den Dreh wurde eine Nachbildung aus Polen im Wert von 50.000 US-Dollar verwendet. Bei den übrigen Fahrzeugen handelt es sich um einen 1932er Ford Modell B Flathead Roadster, einen Saleen S7, einen 2008er Audi R8 und einen Prototyp eines Tesla Roadster. Der Ford, an dem Tony in der Rückblende zu Beginn des Films arbeitet, gehört in Wirklichkeit dem Regisseur Jon Favreau, während der R8, mit dem Tony in mehreren Szenen umherfährt, Teil der Produktplatzierung des Films ist. Auch Burger King, Vanity Fair, Segway, CNBC und mehrere Dutzend anderer Marken wurden im Film werbewirksam platziert.
Ein Großteil der Computereffekte stammte von Industrial Light & Magic, für die sich Favreau entschied, da ihm ihre Arbeit für die Filme Pirates of the Caribbean – Am Ende der Welt und Transformers gefiel. ILM war auch dafür zuständig, die Filmaufnahmen der physischen Rüstungen digital zu überarbeiten. Zudem erstellte ILM Computermodelle der Filmsets, um diese im Falle von nachträglichen Drehbuchänderungen oder für geänderte Kameraeinstellungen verwenden zu können. Weitere Effekte, darunter die vom Film 2001: Odyssee im Weltraum inspirierten Head-up-Display-Szenen im Inneren von Iron Mans Helm, stammten vom Studio The Orphanage, das einst von ehemaligen ILM-Mitarbeitern gegründet worden war. Das kanadische Studio The Embassy wiederum war für die Szenen zuständig, in denen die „Mark I“-Rüstung zu sehen ist. Neben Abbildungen der Rüstung selbst verwendeten die Animatoren von The Embassy auch Aufnahmen des Gesichts von Robert Downey Jr. als Vorlage, damit dessen Augen hinter den Sehschlitzen des Helms zu sehen waren.
Die Szene nach dem Abspann des Films, in der Tony Stark auf Nick Fury trifft, wurde von Comicautor Brian Michael Bendis geschrieben und aus Geheimhaltungsgründen mit einer Minimalbesatzung gedreht. Da Informationen über den Dreh dennoch weniger als eine Woche später im Internet auftauchten, fehlte die Szene auf Anraten Kevin Feiges in sämtlichen Pressevorführungen des Films, um die Fans zu überraschen.

### Bezug zur Vorlage

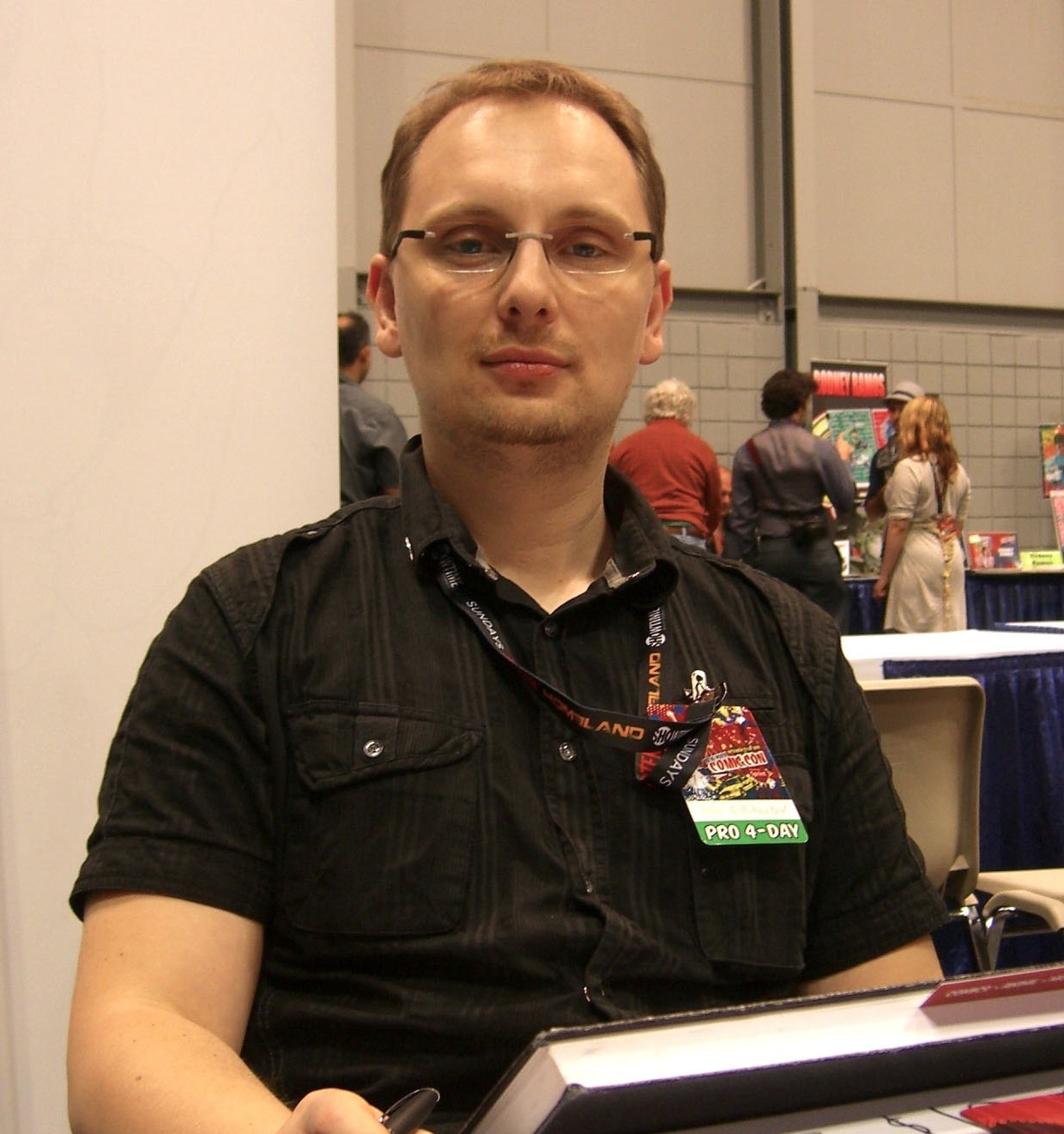
Comiczeichner Adi Granov war an der Ausarbeitung des Designs von Iron Mans Filmrüstung beteiligt

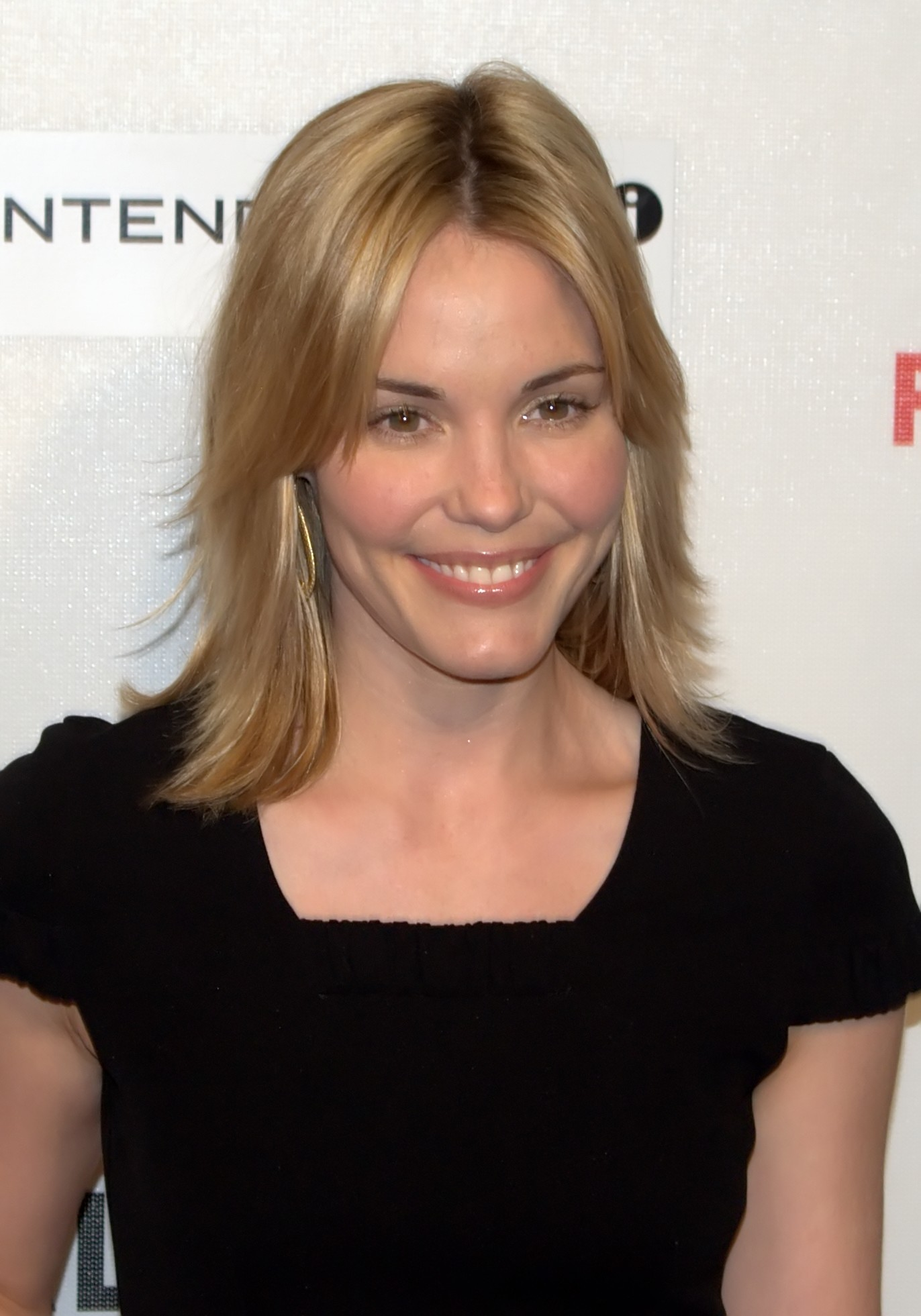
Leslie Bibbs Rolle als Christine Everhart hatte bislang mehr Auftritte in den Kinofilmen als ihr Vorbild in den Comics

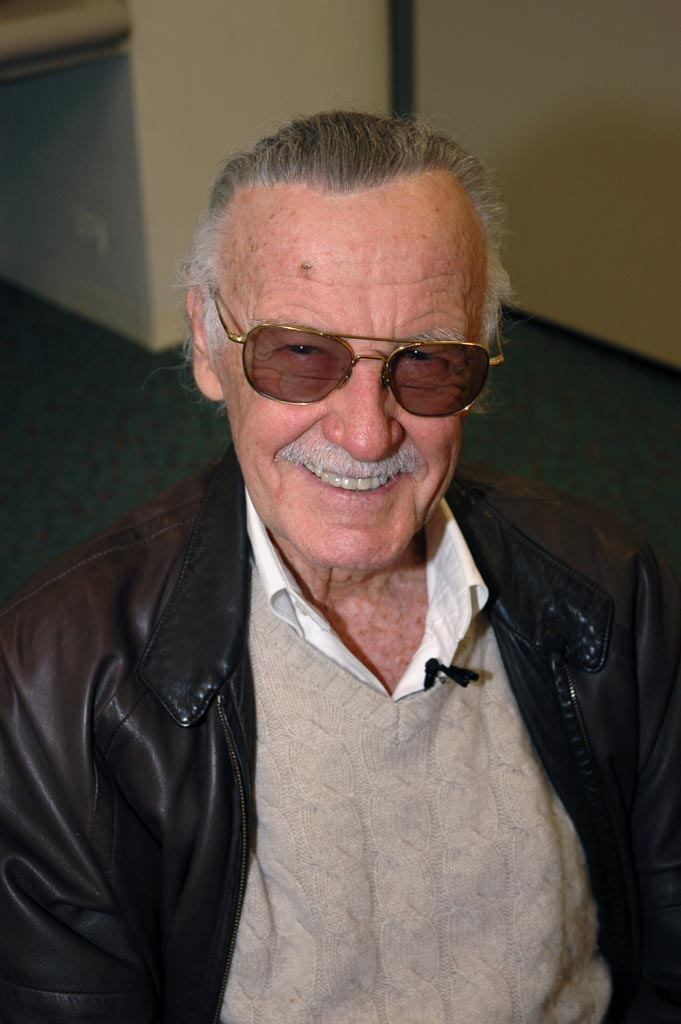
Stan Lee, einer der Erfinder Iron Mans, hat wie in fast jeder Marvel-Verfilmung einen kurzen Cameo-Auftritt

Die Entstehungsgeschichte Iron Mans entspricht grob der Comicvorlage, wobei Tony Stark in der ursprünglichen Geschichte aus dem Jahr 1963 noch in Vietnam von den Vietcong gefangen genommen wurde. In späteren Jahrzehnten wurde der Schauplatz vom Vietnamkrieg in den Golfkrieg und in einer Geschichte aus dem Jahr 2004 schließlich in den Afghanistankrieg umgeändert. Tonys Entscheidung, sich aus dem Rüstungsgeschäft zurückzuziehen, erfolgte in den Comics erst neun Jahre nach dem ersten Auftritt Iron Mans, während die Frisur und der Ziegenbart von Tony Stark, wie ihn Robert Downey Jr. darstellt, dem modernen Aussehen der Figur nachempfunden sind, wie es in den Comics seit den späten 1990er Jahren zu finden ist. Die von S.H.I.E.L.D. erdachte und von Tony verworfene Darstellung, bei Iron Man handle es sich lediglich um einen Leibwächter, wurde von der klassischen Comic-Version Tonys tatsächlich eingesetzt, um seine Identität zu verschleiern. Die Idee, seine Identität öffentlich bekannt werden zu lassen, wurde zwar auch in den Comics aus dem „klassischen“ Marvel-Universum schon mehrfach eingesetzt, jedoch später jedes Mal wieder rückgängig gemacht. Dagegen ist die Identität einer alternativen Version Iron Mans aus dem „Ultimativen Universum“, das für mehrere Elemente des Films ebenfalls eine Vorlage bietet, tatsächlich von Anfang an öffentlich bekannt. Der Name von Tonys Unternehmen änderte sich in den Comics mehrfach, von „Stark Industries“ zu „Stark International“ und später zu „Stark Enterprises“, jedoch wurde der Name in den Comics passend zum Filmstart wieder in „Stark Industries“ geändert.
Auch in den Comics änderte sich Iron Mans Rüstung im Laufe der Jahre mehrfach, und die einzelnen Modelle wurden bis in die 1980er Jahre genau wie im Film durchnummeriert. Die „Mark-I“-Rüstung aus dem Film ist inklusive der mattgrauen Farbgebung der Rüstung aus den ersten Comicabenteuern nachempfunden, wobei im Film Wert darauf gelegt wurde, dass die Rüstung tatsächlich so aussieht, als sei sie aus Teilen bestehender Waffen zusammengesetzt. Das „Mark-III“-Modell basiert derweil lose auf späteren Modellen der Rüstung, wobei die rotgoldene Farbgebung in den Comics erstmals Ende 1963 zum Einsatz kam. Der Regisseur Jon Favreau nennt insbesondere das Design, das Zeichner Adi Granov 2005 für die damals neue vierte Iron-Man-Comicserie entwickelt hatte, als Inspiration für das im Film verwendete Aussehen der Rüstung. Granov selbst war an der Ausarbeitung des Filmdesigns beteiligt. Das Design des „Mark-II“-Prototyps wurde aus dem „Mark-III“-Design rückentwickelt, wobei die silberne Chromfarbe von einem schwarzweiß gerenderten Computermodell inspiriert wurde.
Obadiah Stane war in den Comics zwar ebenfalls ein früherer Geschäftspartner von Tonys Vater, jedoch hatte er dort sein eigenes Unternehmen, Stane International, gegründet und brachte später Stark International (der damalige Name von Tonys Unternehmen in den Comics) unter seine Kontrolle, während Tony zwischenzeitlich mit seinem Alkoholismus zu kämpfen hatte. Auf Grundlage von Tonys Iron-Man-Rüstung ließ Stane eine eigene Rüstung entwickeln und nannte sich „Iron Monger“ (deutsch: „Eisenhändler“), konnte jedoch schließlich von Tony besiegt werden, woraufhin er Selbstmord beging, um sich der Strafverfolgung durch die Behörden zu entziehen. Der Name „Iron Monger“ wird zwar im Film selbst in Bezug auf die Rüstung nicht genannt, jedoch im Bonusmaterial der DVD- und Blu-ray-Veröffentlichung von mehreren Beteiligten, darunter auch Regisseur Jon Favreau, verwendet. An einer früheren Stelle des Films bezeichnet Stane jedoch sich selbst und Tony als „iron mongers“ (in der deutschen Synchronfassung mit „Eisenschmiede“ übersetzt). Jeff Bridges ließ sich freiwillig eine Glatze rasieren, um der Comic-Vorlage seiner Rolle als Obadiah Stane ähnlicher zu sehen, obwohl Favreau dies nicht von ihm forderte.
Pepper Potts war in den Comics seit den Anfangstagen von Iron Mans Abenteuern die Sekretärin Tony Starks. Lange Zeit war ihre Rolle die der klassischen potenziellen Geliebten des Helden, der sich jedoch nie dazu überwinden kann, ihr seine Gefühle für sie zu gestehen. Statt mit Tony ging sie jedoch letztendlich eine Beziehung mit dessen Chauffeur und Leibwächter Happy Hogan ein, den sie schließlich heiratete. In den Comics erfuhr Happy zudem einige Zeit vor Pepper von Tonys Doppelidentität als Iron Man – tatsächlich war es sogar Happy, der Pepper schließlich in Tonys Geheimnis einweihte. Für den Film wurde Pepper in Hinblick auf die Besetzung der Rolle mit Gwyneth Paltrow modernisiert und ist anstelle von Tonys Sekretärin seine persönliche Assistentin und damit seine engste Vertraute. Genau wie Bridges änderte auch Jon Favreau seine Frisur, um seinem Comic-Vorbild als Happy Hogan ähnlicher zu sehen, entschied sich jedoch schließlich für eine Perücke.
Jim Rhodes wurde in den Comics erst in den späten 1970er Jahren eingeführt, jedoch nachträglich in die Entstehungsgeschichte Iron Mans eingearbeitet: So hatte Tony nach seiner Flucht aus der Gefangenschaft durch die Vietcong in seiner Iron-Man-Rüstung den Soldaten Rhodes gerettet, der hinter feindliche Linien geraten war, und ihm als Tony Stark das Angebot gemacht, sein persönlicher Pilot zu werden. Jahre später nahm Rhodes das Angebot an und wurde zu einem von Tonys engsten Vertrauten, der ihn auch mehrfach als Iron Man vertrat, bis er schließlich seine eigene Rüstung erhielt und den Namen „War Machine“ (deutsch: „Kriegsmaschine“) annahm. Im Film wird dies nur kurz angedeutet, als Rhodes dem davonfliegenden Tony in der „Mark III“-Rüstung hinterhersieht, einen Blick auf die leere „Mark II“ im Raum wirft und dies mit den Worten „Irgendwann mal, Baby“ kommentiert. In der Fortsetzung des Films, Iron Man 2, erhält Rhodes dann seine eigene Rüstung.
Ho Yinsen war in den Comics ursprünglich Chinese, der Tony genau wie im Film beim Bau von dessen erster Rüstung half, um ihm die Flucht vor den nordvietnamesischen Vietcong zu ermöglichen. Obwohl der Schauplatz von Iron Mans Entstehungsgeschichte in späteren Jahrzehnten vom Vietnamkrieg in den Golfkrieg und in einer Geschichte aus dem Jahr 2004 schließlich in den Afghanistankrieg umgeändert wurde, wurde Ho Yinsens Name nie geändert.
Tony Starks verstorbener Vater Howard hatte seinen ersten Auftritt im Rahmen einer Rückblende in einer Geschichte aus dem Jahr 1970. Seine Beteiligung am Manhattan-Projekt wurde dagegen erst in einer Geschichte aus dem Jahr 1990 etabliert.
Christine Everhart hatte in den Comics ihren ersten und bislang einzigen Auftritt in einer Geschichte aus dem Jahr 2004 und arbeitete dort für die aus den Spider-Man-Comics bekannte fiktive Zeitung Daily Bugle.
Der Name „Jarvis“ geht auf die Comicfigur des Edwin Jarvis zurück. Im Gegensatz zum Film-Jarvis handelt es sich bei Letzterem jedoch um einen Menschen, der seit den Geschichten aus den frühen 1960er Jahren als Butler für das Superheldenteam namens „die Rächer“ (englisch: „The Avengers“) arbeitet und dafür von Tony Stark bezahlt wird. Auch in den Comics verfügten die Computersysteme in Tonys Anwesen seit einer Geschichte aus dem Jahr 1993 über eine künstliche Intelligenz, die den Namen „HOMER“ trug. Einige Jahre später wurde dann das Bewusstsein eines weiblichen Roboters namens Jocasta nach der Zerstörung ihres Körpers vorübergehend in die Computersysteme von Tonys Anwesen übertragen, wo sie ähnliche Aufgaben übernahm wie zuvor HOMER oder Jarvis im Film. 2009, ein Jahr nach dem Film, wurde die Filmversion von Jarvis auch in den Comics eingeführt, wobei die künstliche Intelligenz hier auf der Persönlichkeit des Menschen Edwin Jarvis basierte.
Der Name der „Zehn Ringe“ soll bewusst auf einen klassischen Comic-Gegner Iron Mans, den „Mandarin“, verweisen, der in einer früheren Drehbuchfassung des Films als Gegenspieler Iron Mans vorgesehen war. Dementsprechend ist die Beschriftung auf den Flaggen der Terroristen nicht arabisch, sondern mongolisch. „Raza“ ist zwar der Name eines Schurken aus den Marvel-Comics, jedoch ist er dort ein Außerirdischer und hat wenig mit dem Film-Raza gemeinsam. Die Figur des Abu Bakaar wiederum wurde speziell für den Film erfunden.
Die Figur des Phil Coulson wurde speziell für den Film erfunden und tritt nicht nur in der Fortsetzung Iron Man 2 auf, sondern auch im Film Thor, der im selben Universum spielt. Der Geheimdienst „S.H.I.E.L.D.“ existiert in den Marvel-Comics dagegen bereits seit den 1960er Jahren, wobei für die Abkürzung des Namens in den Comics andere Bedeutungen existieren. Die Figur des Nick Fury wiederum wurde schon einige Jahre früher eingeführt und war zunächst ein Soldat, der im Zweiten Weltkrieg kämpfte, bis er als Leiter von S.H.I.E.L.D. in die damalige moderne Zeit versetzt wurde. Im Gegensatz zur Filmversion ist der Nick Fury des „klassischen“ Marvel-Universums ein Weißer. Die Darstellung Furys im Film basiert stattdessen auf einer alternativen Version der Figur aus den Comics des „Ultimativen Universums“, deren Aussehen wiederum Samuel L. Jackson nachempfunden ist. Dieser hatte Marvel seinerzeit die Erlaubnis dafür erteilt.
In der Szene, die im Casino des Hotels Caesars Palace in Las Vegas spielt, ist im Hintergrund eine Instrumentalversion der von Jack Urbont komponierten Titelmelodie der Iron-Man-Zeichentrickserie aus den 1960er Jahren zu hören.
Der langjährige Marvel-Comicautor Stan Lee, einer der Erfinder Iron Mans, hat wie in fast allen Marvel-Verfilmungen einen Cameo-Auftritt: Am Rande einer Benefiz-Gala verwechselt Stark ihn mit Hugh Hefner.
Die beiden F-22-Jagdflugzeuge, die Tony/Iron Man über Afghanistan abfangen, haben die Rufzeichen „Whiplash One“ und „Whiplash Two“. Der Name soll auf Whiplash, einen weiteren Comic-Gegner Iron Mans, verweisen, der tatsächlich in der Fortsetzung, Iron Man 2, der Gegenspieler Iron Mans ist.

### Deutsche Fassung

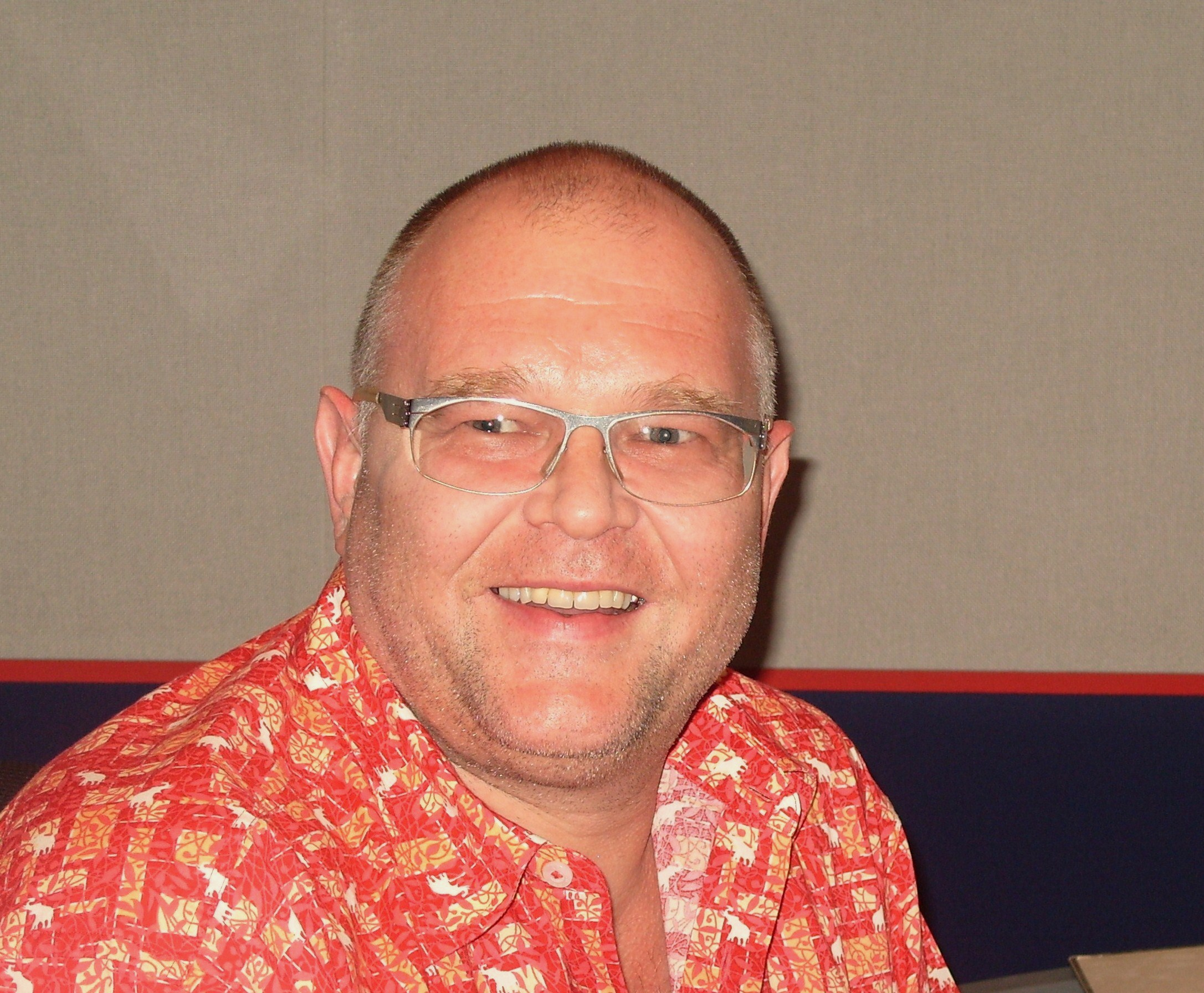
Tobias Meister ist die deutsche Stimme von Tony Stark

Die deutsche Synchronisation des Films übernahm die Berliner Synchron AG. Das Dialogbuch stammt von Gerrit Schmidt-Foß, die Dialogregie führte Kim Hasper.
Für die deutsche Kinoveröffentlichung wurde Iron Man vom Filmverleih Concorde um zweieinhalb Minuten geschnitten, um eine FSK-Freigabe ab 12 Jahren zu erhalten. Als man die ungeschnittene Fassung später für die DVD-Veröffentlichung der FSK vorgelegte, wurde überraschenderweise auch diese ab 12 Jahren freigegeben.
| Rolle                                | Darsteller/Originalsprecher | Synchronsprecher         |
| ------------------------------------ | --------------------------- | ------------------------ |
| Tony Stark/Iron Man                  | Robert Downey Jr.           | Tobias Meister           |
| Virginia „Pepper“ Potts              | Gwyneth Paltrow             | Katrin Fröhlich          |
| Obadiah Stane                        | Jeff Bridges                | Joachim Tennstedt        |
| Nick Fury                            | Samuel L. Jackson           | Engelbert von Nordhausen |
| Agent Phil Coulson                   | Clark Gregg                 | Till Hagen               |
| Christine Everhart                   | Leslie Bibb                 | Cathlen Gawlich          |
| General Gabriel                      | Bill Smitrovich             | Raimund Krone            |
| „Happy“ Hogan                        | Jon Favreau                 | Klaus-Peter Hoppe        |
| Lt. Col. James „Rhodey“ Rhodes       | Terrence Howard             | Simon Jäger              |
| Major Allen                          | Tim Guinee                  | Erich Räuker             |
| Zorianna Kit (Nachrichtensprecherin) | Zorianna Kit                | Claudia Urbschat-Mingues |
| Raza                                 | Faran Tahir                 | Leon Boden               |
| Viper 1 (Pilot)                      | Tim Rigby                   | Kim Hasper               |
| Yinsen                               | Shaun Toub                  | Hans-Jürgen Dittberner   |
| J.A.R.V.I.S.                         | Paul Bettany (Stimme)       | Frank Schaff             |
| Sprecher bei der Preisverleihung     | Will Lyman (Stimme)         | Tilo Schmitz             |

### Marketing
Vorbild für die Marketingkampagne zu Iron Man war der ein Jahr zuvor veröffentlichte Film Transformers. Die Kampagne umfasste unter anderem einen Auftritt von Regisseur Jon Favreau und den Darstellern Robert Downey Jr., Terrence Howard und Gwyneth Paltrow auf der San Diego Comic-Con International im Juli 2007, einen speziellen Werbespot, der während des Super Bowl im Februar 2008 ausgestrahlt wurde, sowie Werbeverträge mit Audi und Burger King, die ihrerseits auch als Produktplatzierung im Film untergebracht wurden. Favreau führte Regie bei einem Werbespot für Burger King, und Audi warb auf einer speziell eingerichteten Microsite für den Audi R8 mit Szenen aus Iron Man.
Für die Trailer wurden unter anderem die Lieder Hell Above Water der Band Curve, Hey Man, Nice Shot von Filter, Back in Black von AC/DC, Cochise von Audioslave (deren Gitarrist Tom Morello im Film eine kleine Rolle als Mitglied der „Zehn Ringe“ spielt) und Iron Man von Black Sabbath verwendet. Im Film selbst ist Back in Black direkt zu Beginn zu hören, eine instrumentale Version von Iron Man während des Abspanns. In der deutschen Fassung des ersten Trailers wird Robert Downey Jr. statt von Tobias Meister noch von Charles Rettinghaus synchronisiert.
Der Soundtrack mit der von Ramin Djawadi komponierten Filmmusik erschien in den USA am 6. Mai, in Deutschland am 16. Mai 2008.
Die Videospiel-Umsetzungen zum Film wurden von Sega am 2. Mai 2008 veröffentlicht und waren für die PlayStation 2, die PlayStation 3, die PlayStation Portable, die Nintendo Wii, den Nintendo DS, die Xbox 360, als Handyspiel und für den PC erhältlich. Die Xbox- und PS3-Versionen wurden von Secret Level entwickelt, alle übrigen von Artificial Mind and Movement. Die Spiele waren auch in Deutschland erhältlich.
Der Spielzeughersteller Hasbro veröffentlichte Spielzeugfiguren unter anderem von Iron Man in seinen verschiedenen Rüstungen sowie von Obadiah Stane als „Iron Monger“.
Eine Comicadaption der Filmhandlung wurde von Marvel dagegen erst Anfang 2010, im Vorfeld der Fortsetzung Iron Man 2, als zweiteilige Miniserie mit dem Titel Iron Man: I Am Iron Man! veröffentlicht. Autor war Peter David, die Zeichnungen stammten von Sean Chen. Auf Deutsch erschien die Comicadaption im Mai 2010 als Sonderausgabe mit dem Titel Iron Man – Ich bin Iron Man! im Panini Verlag.

## Rezeption

### Finanzieller Erfolg
Weltpremiere feierte Iron Man am 14. April 2008 in Sydney, Australien. Der offizielle Filmstart in den USA erfolgte am 2. Mai 2008 mit 8.700 Kopien in 4.105 Kinos. Alleine am Startwochenende nahm der Film 98,6 Millionen US-Dollar ein, inklusive der Vorschau-Vorführungen am 1. Mai sogar 102,1 Millionen. Dies stellte zum damaligen Zeitpunkt den viertbesten Filmstart zu Beginn des Monats Mai dar. In den USA nahm der Film nach 22 Wochen Laufzeit insgesamt über 318,41 Millionen US-Dollar ein, was mehr als dem zweifachen Budget entspricht, und belegt damit Platz zwei der erfolgreichsten Filme des Jahres 2008 in den USA. Das weltweite Einspielergebnis liegt bei über 585,17 Millionen US-Dollar, womit Iron Man Platz acht der weltweit erfolgreichsten Filme des Jahres 2008 belegt.
In Deutschland lief Iron Man bereits einen Tag früher, am 1. Mai 2008, in zunächst 632 Kinos an. Am Startwochenende sahen den Film 381.761 Besucher, und für eine Woche belegte er Platz eins der deutschen Kinocharts. Innerhalb von fünf Wochen Laufzeit in letztendlich insgesamt 644 Kinos konnte Iron Man 817.996 Besucher verbuchen, womit der Film Platz 43 der erfolgreichsten Filme des Jahres in Deutschland belegt. Das Gesamteinspielergebnis in Deutschland beträgt 8,56 Millionen US-Dollar.

### Kritiken

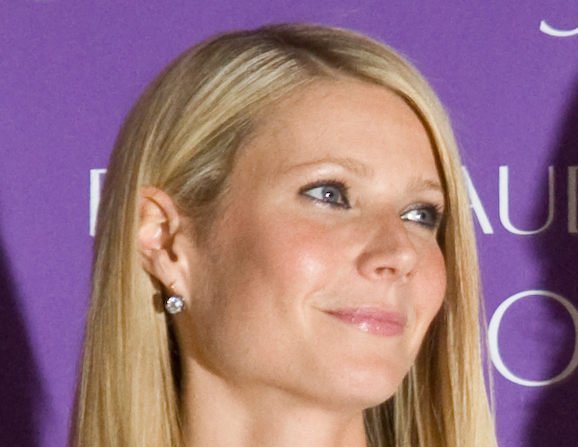
Auch Gwyneth Paltrow, Darstellerin der Pepper Potts, kam bei Kritikern gut an

Die Kritiken zu Iron Man waren überwiegend positiv.
Andreas Borcholte stellte in seiner Filmkritik für Spiegel Online fest: „Technik-Fetisch gegen allzu Menschliches – diese Interaktion verleiht dem Film eine Dynamik, die ihn über den Durchschnitt der Superhelden-Spektakel hinaushebt.“ Zwar gelinge es Regisseur Jon Favreau „oft nicht […], den humorvollen Überschwang seines Films zu zügeln. Die islamistischen Milizen in Afghanistan wirken wie Karikaturen, der ganze Komplex des globalen Waffenhandels kommt zu kurz, was dem eigentlich düsteren Szenario die Wirkung nimmt. Der Ernst der Lage geht im – nun ja – comichaften Actiongewitter unter.“ Andererseits war Borcholte der Ansicht, dass man eigentlich „gar nicht über den fehlenden Tiefgang meckern“ möge, „denn dank Downeys beherzter Darstellung kriegt Favreaus ‘Iron Man’ immer wieder die Kurve.“ So sei Iron Man „zwar ein eher konventioneller Superheldenfilm geworden, gespickt mit amüsanten Gags, beeindruckenden Schauwerten und viel Gefühl für das Comic-Original, das entscheidende Quentchen Leben haucht ihm jedoch erst das differenzierte Spiel Downeys ein.“
Fritz Göttler lobte in der Süddeutschen Zeitung die Rolle des Tony Stark, für ihn „das Gegenstück zum Überzeugungstäter Bush“, inklusive der Darstellung durch Robert Downey Jr., als „perfekte Inkarnation … zwischen Pflicht und Fun, Exzess und Besonnenheit, ein Don Quijote der Technozeit“, und stellte fest: „Wem die Kleinbürgerlichkeit und das Moralisch-Miefige von Spider-Man inzwischen ein wenig auf den Geist geht, der wird an Tony Stark seine helle Freude haben.“ Auch die Figur der Pepper Potts fand Göttlers Zustimmung: „Gwyneth Paltrow spielt diese His-Girl-Friday-Rolle mit sichtlichem Vergnügen.“
Mathis Heite vertrat auf der Webseite Zelluloid.de ebenfalls die Ansicht, dass die Stärke des Films, „so befremdlich dies auch für ein erwartetes Actionspektakel klingen mag, die charakteristischen Darstellungen der Hauptfiguren“ sei, allen voran Robert Downey Jr., „der besonders bei der Einführung seiner Figur die Vorstellung des perfiden Egoisten auf der Leinwand geradezu zelebriert“, wobei „die völlig überzogene Darstellung Downeys den charmanten Ekel neben seinen Ausfällen völlig sympathisch erscheinen lässt. Auch seine Wandlung vom skrupellosen Waffenhändler zum rot-gold gepanzerten Philanthrop mit reinem Gewissen und humanistischer Grundeinstellung wirkt, überraschenderweise entgegen allen Erwartungen, glaubhaft und überzeugend.“ Derweil kritisierte Heite, dass Gwyneth Paltrow und Jeff Bridges kaum zur Geltung kämen: „Zu sehr beschränkt sich der Fokus der Handlung auf die Hauptfigur, so dass sie aufgrund ihrer dominanten Präsenz andere Götter neben sich gelten lassen könnte.“ Während Paltrow „zwar gewiss ein Hingucker“ sei, biete „der unzureichend dargestellte, in der Handlung zwar stetig wachsende, aber völlig unbegründete Wahnsinn“ des Obadiah Stane „wenig innovatives, so dass der Bösewicht allenfalls als Mittel zum Zweck erscheint.“ Insgesamt sei Iron Man dennoch „höchst sehenswert“.
Auch Christoph Petersen von Filmstarts lobte Downeys Darstellung: „Dank der über alle Maßen egozentrischen Darstellung von Downey ist ‚Iron Man‘ nun ganz offiziell der verdammt noch mal coolste Motherfucker im gesamten Superhelden-Universum – vergleichbar höchstens noch mit den torkelnden Auftritten von Johnny Depp als Piratenkapitän Jack Sparrow in den Fluch der Karibik-Abenteuern. Die ersten gut zwanzig Minuten des Films, in denen Tony Starks abgehobenes Playboy-Leben skizziert wird, sind eine einzige grandiose Robert-Downey-Ein-Mann-Schau.“ Auch mit der Besetzung der Nebenrollen war Petersen zufrieden: Jeff Bridges spiele einen „wunderbar undurchsichtigen, heimtückischen Bösewicht“, während Gwyneth Paltrow noch nie „so süß wie als kecke, schlagfertige Assistentin Pepper“ gewesen sei. Der einzige Schwachpunkt sei Terrence Howards Rolle als Jim Rhodes, der „im ersten ‚Iron Man‘-Anlauf noch ein wenig blass“ bleibe. Inhaltlich lobte Petersen, dass Regisseur Jon Favreau „die Charakterzeichnung stärker als bei anderen Megaprojekten in den Vordergrund“ gestellt habe, hielt jedoch andererseits auch die Actionszenen für gelungen. Als besonders positiv hob er hervor, „dass die Kämpfe stets übersichtlich bleiben – so gibt es zwar keine ausufernden Effektschlachten wie bei Michael Bays Transformers, dafür weisen die Fights aber allesamt eine gut durchdachte Dramaturgie auf, die schlussendlich bedeutend mehr Spaß und Spannung beisteuert als die 142. Explosion.“ Als Fazit bezeichnete er Iron Man als „[beste] Comic-Verfilmung seit langem“ und gab dem Film 4,5 von 5 Punkten.
Weniger begeistert war dagegen Anke Leweke, die in ihrer Filmkritik für Die Zeit den ihrer Ansicht nach allzu ernsten Wirklichkeitsbezug des Films bemängelte: „Es fehlt die Lust am Bizarren, an der Überhöhung, am fantastischen Exzess. Schließlich liegt die Aufgabe eines Superhelden nicht darin, in unserer banal globalen Wirklichkeit zu stochern, sondern in skurrilen Überschallkostümen über ebenjene Banalität hinauszuschießen.“

### Auszeichnungen (Auswahl)
Bereits im Mai 2008 wurde Iron Man in der Kategorie „bester bisheriger Sommerfilm“ mit einem MTV Movie Award ausgezeichnet und im Dezember vom American Film Institute zu einem der zehn besten Filme des Jahres 2008 gewählt.
2009 wurde Iron Man in insgesamt acht Kategorien für einen Saturn Award nominiert und siegte in dreien davon: Der Film selbst wurde als „bester Science-Fiction-Film“ ausgezeichnet, Robert Downey Jr. als „bester Hauptdarsteller“ und Jon Favreau als „bester Regisseur“.
Für einen Oscar wurde Iron Man in den Kategorien „bester Tonschnitt“ und „beste visuelle Effekte“ nominiert, unterlag bei der Oscarverleihung 2009 jedoch gegen The Dark Knight beziehungsweise Der seltsame Fall des Benjamin Button.
Iron Man wurde 2022 in das National Film Registry aufgenommen.

### Veröffentlichung auf DVD und Blu-ray Disc
In den USA wurde Iron Man am 30. September 2008 auf DVD und Blu-ray Disc veröffentlicht. Sowohl von der DVD- als auch von der Blu-ray-Fassung gibt es sowohl eine Einzel-Disc-Version als auch eine „Ultimate 2 Disc Edition“, die eine zusätzliche Disc mit Bonusmaterial beinhaltet. Im Gegensatz zur Kinofassung wurde die DVD- und Blu-ray-Fassung bearbeitet und ein Foto Iron Mans, das am Ende des Films auf der Titelseite einer Zeitung zu sehen ist, durch ein anderes Foto ersetzt. Bei dem ursprünglichen Foto handelte es sich um ein inoffizielles Setfoto eines freiberuflichen Fotografen, gegen dessen Veröffentlichung im Internet Paramount Pictures 2007 rechtlich vorgegangen war. Im Gegenzug hatte der Fotograf später aufgrund der ungenehmigten Verwendung seines Fotos eine Klage gegen Paramount eingereicht. In der ersten Veröffentlichungswoche wurden von der DVD-Fassung über 4,24 Millionen Exemplare verkauft, was Einnahmen von über 77,9 Millionen US-Dollar entspricht. Die aktuellen Verkaufszahlen (Stand: 24. Februar 2012) liegen bei über 9,9 Millionen verkauften Exemplaren und Einnahmen von über 172,78 Millionen US-Dollar. Verkaufszahlen zur Blu-ray-Fassung liegen dagegen nicht vor.
In Deutschland erschien Iron Man am 1. Oktober 2008 auf DVD und Blu-ray Disc. Obwohl die ungeschnittene Fassung genau wie die gekürzte Kinofassung eine FSK-Freigabe ab 12 Jahren erhielt, veröffentlichte der deutsche Filmverleih Concorde beide Versionen auf DVD. Die geschnittene „Original deutsche Kino-Version“ erschien als Einzel-Disc-Version unter der Bezeichnung „Home Edition“, während die „ungeschnittene US-Kino-Version“ unter dem Imprint Cine Collection inklusive Bonus-Disc veröffentlicht wurde, darunter auch eine „Limited Edition“ mit SteelBook-Verpackung. Auf Blu-ray Disc ist Iron Man dagegen nur in ungekürzter Fassung inklusive Bonus-Disc erhältlich. Im Zuge der Veröffentlichung von Iron Man 2 erschien darüber hinaus am 7. Oktober 2010 eine „Collector’s Edition“, die beide Filme auf Blu-ray Disc enthält, jedoch ohne Bonus-Discs. Verkaufszahlen für Deutschland liegen nicht vor.
Im Rahmen der Saturn-Award-Verleihung 2019 kündigte Kevin Feige, Präsident der Marvel Studios, eine Sammlung an, die alle 23 Filme von Marvels Infinity Saga bündeln soll. Bei der Präsentation zeigte er eine darin enthaltene, exklusive Szene von Iron Man, in der Nick Fury die Existenz von Spider-Man und den X-Men andeutet. Die Szene schaffte es nie in den fertigen Film, vermutlich deshalb, weil die Marvel Studios zum damaligen Zeitpunkt nicht die Rechte an den genannten Superhelden besaßen.

## Iron Manals Teil des „Marvel Cinematic Universe“

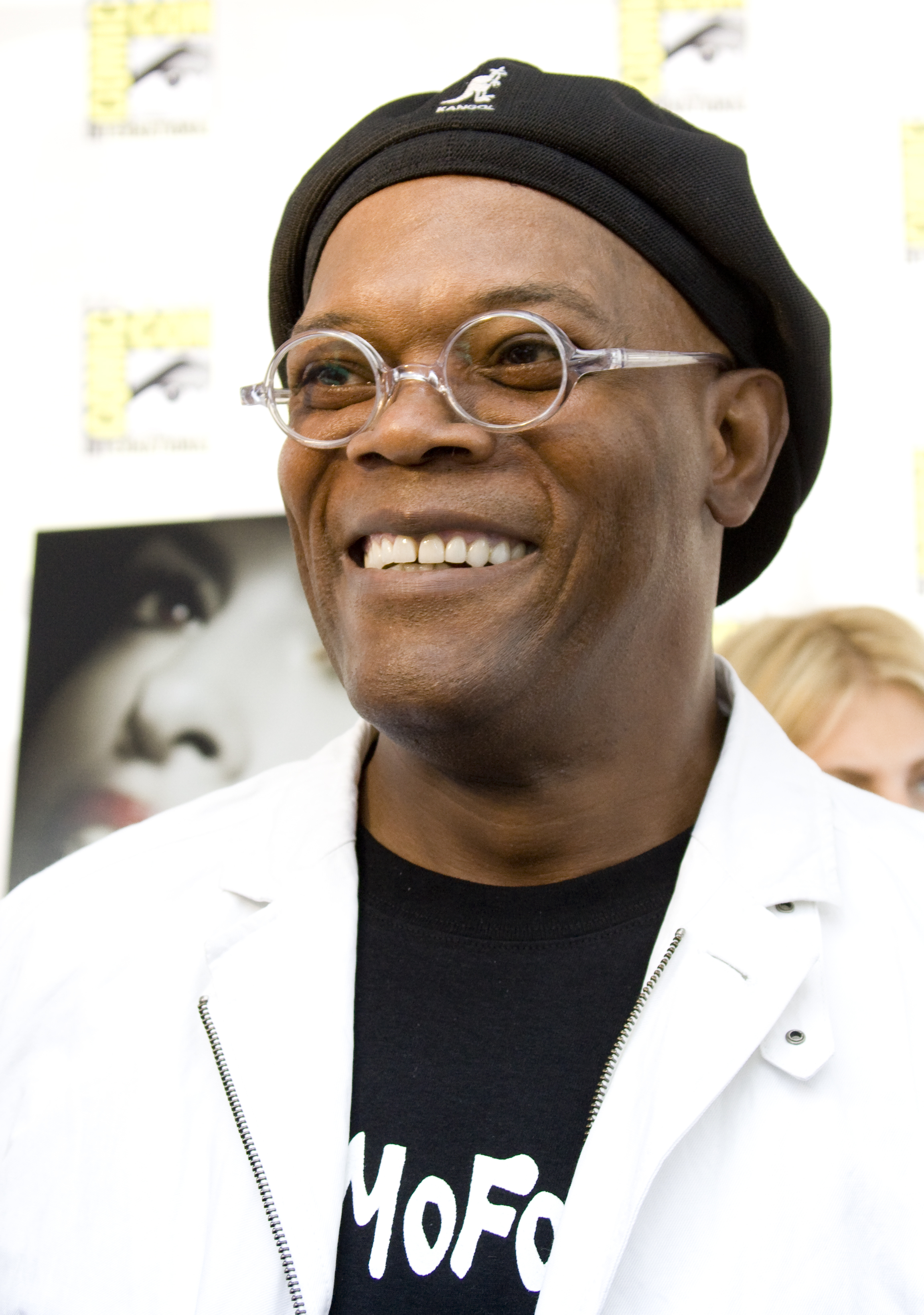
Samuel L. Jackson ist in Iron Man das erste Mal in der Rolle des Nick Fury zu sehen

Iron Man ist der erste direkt von den Marvel Studios produzierte und eigenfinanzierte Film und zugleich der erste Film, der Teil eines größeren, gemeinsamen Universums, des „Marvel Cinematic Universe“, ist. Bereits in diesem Film gibt es Anspielungen auf geplante andere Filme: In der Szene, in der Pepper Potts Tony dabei erwischt, wie er versucht, sich nach seiner abermaligen Rückkehr aus Afghanistan seiner Rüstung zu entledigen, ist im Hintergrund ein unvollendeter Prototyp des Schildes von Captain America zu sehen. Im Abspann ist ein Ironman/War Machine-Anzug mit Gatling-Minigun auf der rechten Schulter, aber ohne Unterbau, zu sehen und in der Szene nach dem Abspann versucht Nick Fury, Tony für seine „Rächer-Initiative“ anzuwerben.
Fortgesetzt wurde Iron Man 2010 mit Iron Man 2, der sechs Monate nach dem ersten Teil spielt. Regie führte erneut Jon Favreau, und Robert Downey Jr., Gwyneth Paltrow, Jon Favreau, Leslie Bibb, Clark Gregg, Paul Bettany und Samuel L. Jackson sind erneut in ihren Rollen als Tony Stark/Iron Man, Pepper Potts, Happy Hogan, Christine Everhart, Phil Coulson, Jarvis und Nick Fury zu sehen beziehungsweise zu hören. Don Cheadle ersetzt Terrence Howard als Darsteller von Tonys Freund Rhodey, der diesmal seine eigene Rüstung erhält. Tonys verstorbener Vater Howard, der in Iron Man auf Fotos zu sehen ist und dafür von Gerard Sanders verkörpert wurde, ist in Iron Man 2 in Filmaufnahmen, die innerhalb der Filmhandlung aus dem Jahr 1974 stammen, zu sehen, wird jedoch nunmehr von John Slattery gespielt. Auch der unfertige Schild Captain Americas ist erneut zu sehen. Ebenso der Anfang von Thor.
In der Montage zu Beginn des Films Der unglaubliche Hulk aus dem Jahr 2008 ist das Logo von Stark Industries zu sehen. In der Epilog-Szene des Films hat Downey einen kurzen Cameo-Auftritt in seiner Rolle als Tony Stark.
Clark Gregg verkörpert die Rolle des S.H.I.E.L.D.-Agenten Phil Coulson erneut im Film Thor aus dem Jahr 2011. Beim Anblick des „Destroyers“ fragt ihn sein Kollege Sitwell (Maximiliano Hernandez), ob dieser „einer von Stark“ sei. In einer Szene nach dem Abspann des Films ist zudem Samuel L. Jackson als Nick Fury zu sehen.
In Captain America: The First Avenger aus dem Jahr 2011, der größtenteils zur Zeit des Zweiten Weltkriegs spielt, hat eine jüngere Version von Tonys Vater Howard eine größere Rolle und wird diesmal von Dominic Cooper verkörpert. Im Epilog des Films ist erneut Samuel L. Jackson als Nick Fury zu sehen.
Der Film Marvel’s The Avengers, der 2012 ins Kino kam, führt erstmals die Hauptfiguren aller bisherigen Filme des „Marvel Cinematic Universe“, darunter auch Robert Downey Jr. als Iron Man/Tony Stark, in einem gemeinsamen Team zusammen. Gwyneth Paltrow, Clark Gregg, Samuel L. Jackson und Paul Bettany sind zudem erneut in ihren Rollen als Pepper Potts, Phil Coulson, Nick Fury und Jarvis zu sehen beziehungsweise zu hören.
Ein dritter Teil von Iron Man ist im Mai 2013 ins Kino gekommen. Jon Favreau führte nicht mehr Regie, seinen Posten übernahm stattdessen Shane Black. Iron Man 3 ist weniger als eine direkte Fortsetzung von Iron Man 2 angedacht, sondern soll nach The Avengers vielmehr die zweite Phase des „Marvel Cinematic Universe“ einläuten und The Avengers 2 vorbereiten.